# Stereoskopie
Die Stereoskopie (altgriechisch στερεός stereós ‚fest‘ und σκοπεῖν skopein ‚betrachten‘) ist die Wiedergabe von Bildern mit einem räumlichen Eindruck von Tiefe, der physikalisch nicht vorhanden ist. Umgangssprachlich wird Stereoskopie fälschlich als „3D“ bezeichnet, obwohl es sich nur um zweidimensionale Abbildungen (2D) handelt, die einen räumlichen Eindruck vermitteln („Raumbild“). Normale zweidimensionale Bilder ohne Tiefeneindruck werden als monoskopisch (altgriechisch μόνος monós, deutsch ‚allein, einzeln‘ → einfach) bezeichnet.
Das Prinzip beruht immer darauf, dass Menschen, wie alle Primaten und die meisten Raubtiere, durch ihre zwei Augen ihre Umgebung gleichzeitig aus zwei Blickwinkeln betrachten. Dadurch kann ihr Gehirn zu allen betrachteten Objekten effizient eine Entfernung zuordnen und ein räumliches Bild seiner Umgebung gewinnen („Räumliches Sehen“), ohne den Kopf in Bewegung halten zu müssen. Die Stereoskopie befasst sich folglich nur damit, in das linke und rechte Auge jeweils unterschiedliche zweidimensionale Bilder aus zwei leicht abweichenden Betrachtungswinkeln zu bringen.
Dazu gibt es verschiedene Verfahren.
Alle anderen Eigenschaften eines zweidimensionalen Bildes, wie perspektivische Verzerrung in Abhängigkeit von einer unnatürlichen Objektivbrennweite, die Farbe und insbesondere aber auch die beschränkende Standortbindung des Betrachters, bleiben erhalten. Gerade die beiden letzten Eigenschaften dieses Raumbildverfahrens bedingen den erheblichen Unterschied zur Holografie, die sich mit dem Versuch befasst, Objekte vollständig, also dreidimensional (in 3D), aufzuzeichnen und wiederzugeben.

Die zeitliche Folge der beiden Bilder eines Stereogramms verdeutlicht die leicht verschiedenen Winkel der Aufnahmen; da der Mensch auch dazu fähig ist, aus solch leichten Bewegungen heraus eine Tiefe zu bestimmen, wirkt dieses „Wackelbild“ selbst bereits voluminös.

Unterschied bei der Projektion einer senkrechten Linie in Abhängigkeit von dem Augenabstand, der durch die Augenpunkte für das linke Auge und für das rechte Auge entsteht - die Animation läuft über den Augenabstand.

## Grundlagen
Beim Betrachten naher Gegenstände bietet das beidäugige (binokulare) Sehen ein wesentliches Mittel zur richtigen Schätzung der Entfernungen. Mit dem rechten Auge sehen wir einen nahen Gegenstand auf einen anderen Teil des Augenhintergrundes projiziert als mit dem linken, und dieser Unterschied wird umso bedeutender, je näher der Gegenstand rückt (siehe Querdisparation). Richten wir beide Augen auf einen Punkt, so bilden die beiden Augenachsen einen Winkel, der umso größer wird, je näher sich der Gegenstand befindet.
Nahe Gegenstände werden mit dem rechten Auge etwas mehr von der einen, mit dem linken Auge etwas mehr von der anderen Seite gesehen. Diese beiden Bilder, die wegen der querdisparaten Verschiebung nicht exakt zur Deckung gebracht werden können, gleichwohl jedoch innerhalb des sogenannten Panum-Areals liegen, werden zu einem räumlichen Gesamteindruck (Raumbild) kombiniert, welcher sich demnach im Wesentlichen aus zwei Informationen zusammensetzt: Der unterschiedliche Blickwinkel beider Augen erzeugt zwei unterschiedliche Bilder und die Linsenkrümmung des Auges passt sich der Entfernung des gesehenen Objektes an, um eine scharfe Abbildung auf der Netzhaut zu erzeugen. Die Größe des Blickwinkels und das Ausmaß der Akkommodation ergeben ein Maß für die Entfernung der Gegenstände. Die räumliche Auflösung ist daher im Greifbereich besonders hoch.
Darüber hinaus vermitteln Verdeckungs- und Unschärfeeffekte sowie die Perspektive den Raumeindruck sowohl binokular als auch monokular.
Beim Stereofoto wird den Augen nur die aus den unterschiedlichen Blickwinkeln gebildete Information angeboten. Da das Auge gewohnheitsgemäß versucht, die Linsenbrechkraft an die vermeintliche Entfernung anzupassen, kommt eine scharfe Abbildung auf der Netzhaut erst mit einer gewissen Verzögerung (im Millisekundenbereich) zustande. Der Widerspruch zwischen der vermeintlichen Entfernung des gesehenen Objekts und der tatsächlichen Linsenkrümmung bewirkt bei manchen Menschen nach längerer Einwirkung auch Schwindelgefühl oder körperliches Unwohlsein (Nichtübereinstimmung zwischen Vergenz und Linsenkrümmung).
Das Resultat eines unwirklich erscheinenden Bildes kommt zustande, wenn das Stereofoto in allen Ebenen scharf angeboten wird, um den Raumeindruck in der gesamten Tiefe zu erzielen. In der Natur wird aber immer nur ein bestimmter Bereich scharf zu sehen sein (Schärfentiefe des Auges). Um den Gesichtssinn nicht zu überfordern, kann daher bei der Aufnahme der überschaubare Bereich absichtlich begrenzt werden (siehe unten: Lüscher-Winkel).
Mit einer Stereokamera, die zwei Objektive in Augenabstand, auch als natürliche Basis bezeichnet, aufweist, werden die beiden benötigten Teilbilder gleichzeitig (synchron) aufgenommen. Jedes Einzelbild wird als stereoskopisches Teilbild, das Bildpaar als ein stereoskopisches Bild bezeichnet. Handelt es sich bei dem gewünschten Aufnahmeobjekt aber um unbewegte Motive (Stillleben, Landschaft), können die benötigten Teilbilder auch mit einer einfachen Kamera nacheinander (metachron) aufgenommen werden.
Eine Vergrößerung oder Verkleinerung der Basis bei der Aufnahme vergrößert oder verkleinert bei Betrachtung den räumlichen Eindruck. Aber selbst bei Aufnahme mit natürlicher Basis muss man individuell unterschiedliche Grenzen der maximal verträglichen Deviation (Abweichung) berücksichtigen. Es ist Lüschers Verdienst, auf selbige hingewiesen zu haben.

## Geschichte
Bereits im 4. Jahrhundert vor Christus befasste sich der griechische Mathematiker Euklid in den Bänden 11–13 seiner Lehrbücher zur Mathematik mit der räumlichen Geometrie (Stereometrie). Er wusste aber nicht, dass zwei Augen für physiologisch räumlichen Seheindruck nötig sind.
1838 veröffentlichte Sir Charles Wheatstone (1802–1875) seine ersten Forschungsergebnisse über räumliches Sehen. Er berechnete und zeichnete Stereobildpaare und konstruierte für deren Betrachtung einen Apparat, bei dem der Blick des Betrachters durch Spiegel auf die Teilbilder umgelenkt wurde. Diesen Apparat nannte er Stereoskop. Wheatstone erreichte die Vereinigung der zwei Teilbilder durch sein Spiegelstereoskop bestehend aus zwei rechtwinkelig gegeneinander geneigten Spiegeln, deren Ebenen vertikal stehen. Der Beobachter schaute mit dem linken Auge in den linken, mit dem rechten Auge in den rechten Spiegel. Seitlich von den Spiegeln waren zwei verschiebbare Brettchen angebracht, die die umgekehrten perspektivischen Zeichnungen eines Objekts trugen. Durch die Spiegel wurden nun die von entsprechenden Punkten der beiden Zeichnungen ausgehenden Strahlen so reflektiert, dass sie von einem einzigen hinter den Spiegeln gelegenen Punkt zu kommen schienen. Jedes Auge sah also das ihm zugehörige Bild, und der Beobachter erhielt den räumlichen Eindruck.
Nachdem 1839 in der Akademie der Wissenschaften in Paris das Verfahren zur Herstellung fotografischer Bilder auf Silberschichten von Louis Daguerre öffentlich bekannt gegeben wurde, lag es nahe, damit auch stereoskopische Doppelaufnahmen herzustellen, die es bis dahin nur in gezeichneter Form gab.
1849 stellte Sir David Brewster (1781–1868), schottischer Physiker und Privatgelehrter, die erste Zweiobjektiv-Kamera vor, mit der man zum ersten Mal bewegte Schnappschüsse stereoskopisch festhalten konnte. Bis dahin mussten die Stereoteilbilder nacheinander belichtet und die Kamera zwischen den beiden Aufnahmen im Augenabstand verschoben werden, was bei bewegten Motiven zu unterschiedlichen Bildinhalten führen konnte, die keinen räumlichen Eindruck ermöglichten.
Im selben Jahr vereinfachte Brewster das Stereoskop, indem er die Spiegel durch linsenartig geschliffene Prismen ersetzte. Für diese Instrumente wurde eine Sammellinse von etwa 180 mm Brennweite in zwei halbkreisförmige Stücke geschnitten, und die beiden Hälften, mit ihren kreisförmigen Kanten gegeneinander gerichtet, in einem Gestell befestigt. In Blickrichtung hinter den Linsen wurde ein Blatt eingeschoben, welches die beiden Zeichnungen (oder fotografischen Bilder) enthielt.
Durch die Linsenwirkung wurde es möglich, die Bilder zu betrachten, ohne dass sich die Augen auf die kurze Bilddistanz einstellen müssen (Akkommodation). Durch die Prismenwirkung wurde es möglich, einen größeren seitlichen Versatz als den natürlichen Augenabstand (etwa 65 mm) zwischen den beiden Bildern zu verwenden, wodurch die Bilder breiter sein konnten. Dies ermöglichte wiederum, einen größeren Blickwinkel abzudecken, und die Bilder mit höherer Auflösung zu drucken oder zu zeichnen.
Stereoskope dieser Art mit Papierbildserien waren im 19. Jahrhundert allgemein in Gebrauch. Meist wurden jedoch zwei kleine Linsen, deren Achsen mit den Augenachsen etwa zusammenfielen (also ohne Prismenkeilwirkung) und dem Augenabstand angepasste Paare von 6 × 6 cm kleinen Bildern verwendet.
Scharen von Fotografen nahmen von nun an auf ihren Exkursionen durch die ganze Welt auch stereoskopische Fotos auf. Im Britischen Museum in London werden heute in verschiedenen Sälen historische Stereo-Aufnahmen von Ausgrabungen und Landschaften gezeigt, die auf einer runden Scheibe angebracht sind. Diese Betrachtungsart ist ein Vorläufer der populären View-Master-Geräte aus den 1950er-Jahren.
1851 führte der französische Optiker Jules Duboscq auf der Weltausstellung in London seine Apparate der Öffentlichkeit vor. Es waren Stereoskope nach Konstruktionen von Brewster, mit denen er Stereo-Daguerreotypien zeigte. Die Resonanz des Publikums war überwältigend, und auch Königin Victoria begeisterte sich für diese Präsentation. Damit war der Siegeszug der Stereobilder nicht mehr aufzuhalten.
Die weiteste Verbreitung fand das Stereoskop in der 1861 von Oliver Wendell Holmes entwickelten Bauform, ein Stereoskop mit Schärfeeinstellung, das zu einem De-facto-Standard wurde.
August Fuhrmann entwickelte um 1880 einen großen Rundlauf-Stereobetrachter, das sogenannte Kaiserpanorama. Um 1900 wurde dies zu einem populären Massenmedium in Mitteleuropa.

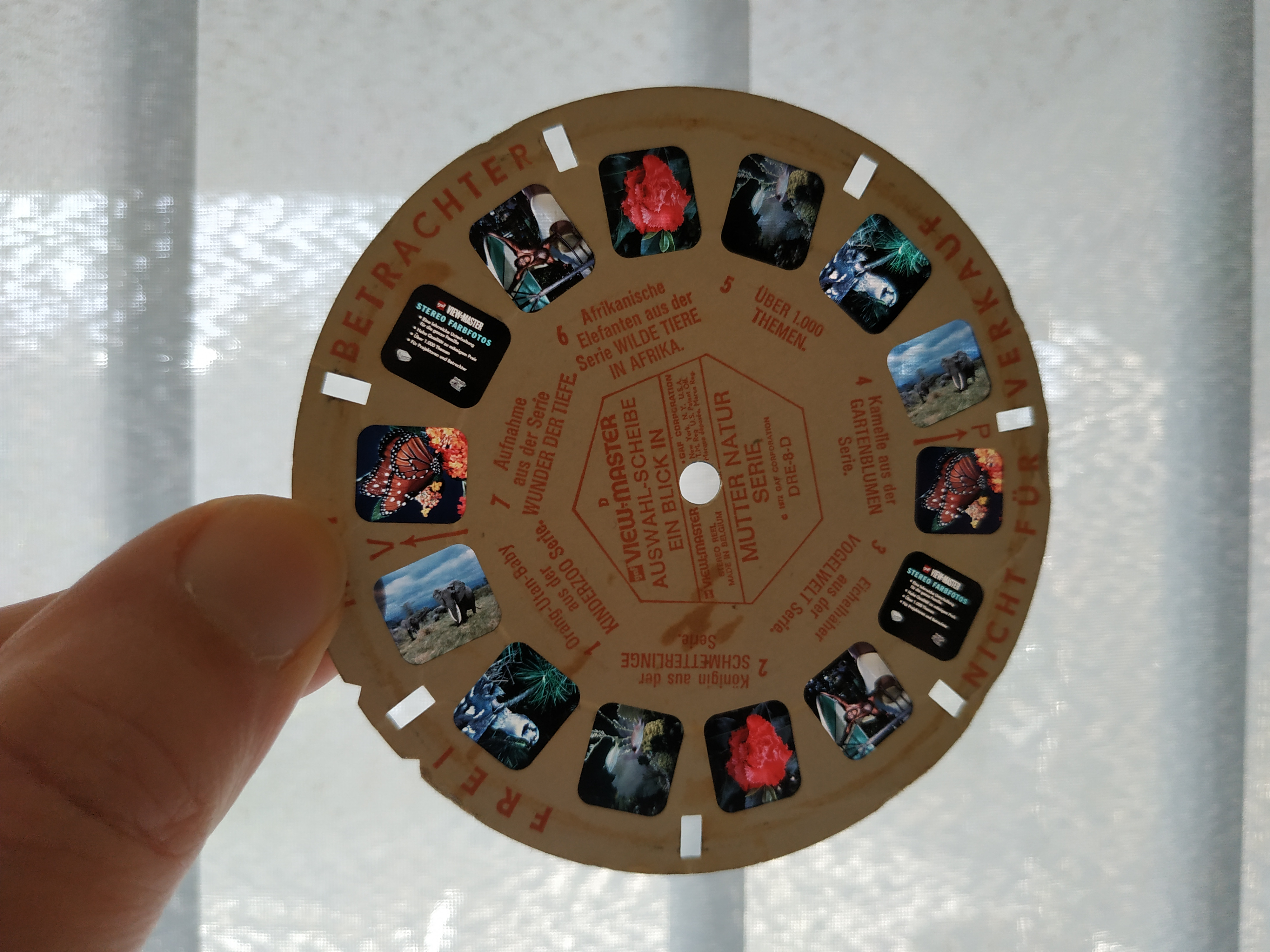
Eine Auswahlscheibe eines View-Masters

Wilhelm Gruber erfand 1938 den View-Master, einen Stereobetrachter mit austauschbaren Bildscheiben.
Um 1900 sowie in den 1950er Jahren erlebte die Stereofotografie einen Boom. Stereoskope für zu Hause wurden populär. Verlage boten Stereoskopkarten aus aller Welt an. Aufgrund des höheren technischen Aufwands hat sich die Stereofotografie jedoch nie dauerhaft durchgesetzt. Heute erlebt sie dank der Einführung der Digitalkamera wieder eine leichte Renaissance,
weil das teure Fotopapier entfällt und Experimente weniger kostspielig sind.
Ab 1910 wurde die Stereofotografie immer mehr vom neuen Medium Film verdrängt.
Im Ersten Weltkrieg machten Aufklärungsflugzeuge aller Kriegsparteien unzählige Fotos. 1916 operierten sie wegen der immer stärkeren Flugabwehr bereits in Höhen von über 4000 m. Sie lieferten mit hoch auflösenden Kameras und später auch Reihenbildern wichtige Erkenntnisse bis tief aus dem Hinterland des Feindes. Ganze Frontabschnitte wurden systematisch fotografiert; bei den Armeeoberkommandos entstanden Stabsbild-Abteilungen mit Labor-, Instandsetzungs- und Archiveinrichtungen.
Die von den Unternehmen Zeiss, Görz, Ernemann und Messter entwickelten speziellen Reihenbildkameras mit großer Brennweite wurden senkrecht aufgehängt in die deutschen Maschinen eingebaut. Durch stereoskopische Aufnahmetechniken entstanden räumlich dimensionierte Bildaufnahmen, die Vermessungstechniker und Kartografen in detaillierte Frontkarten für die Stäbe umsetzten.

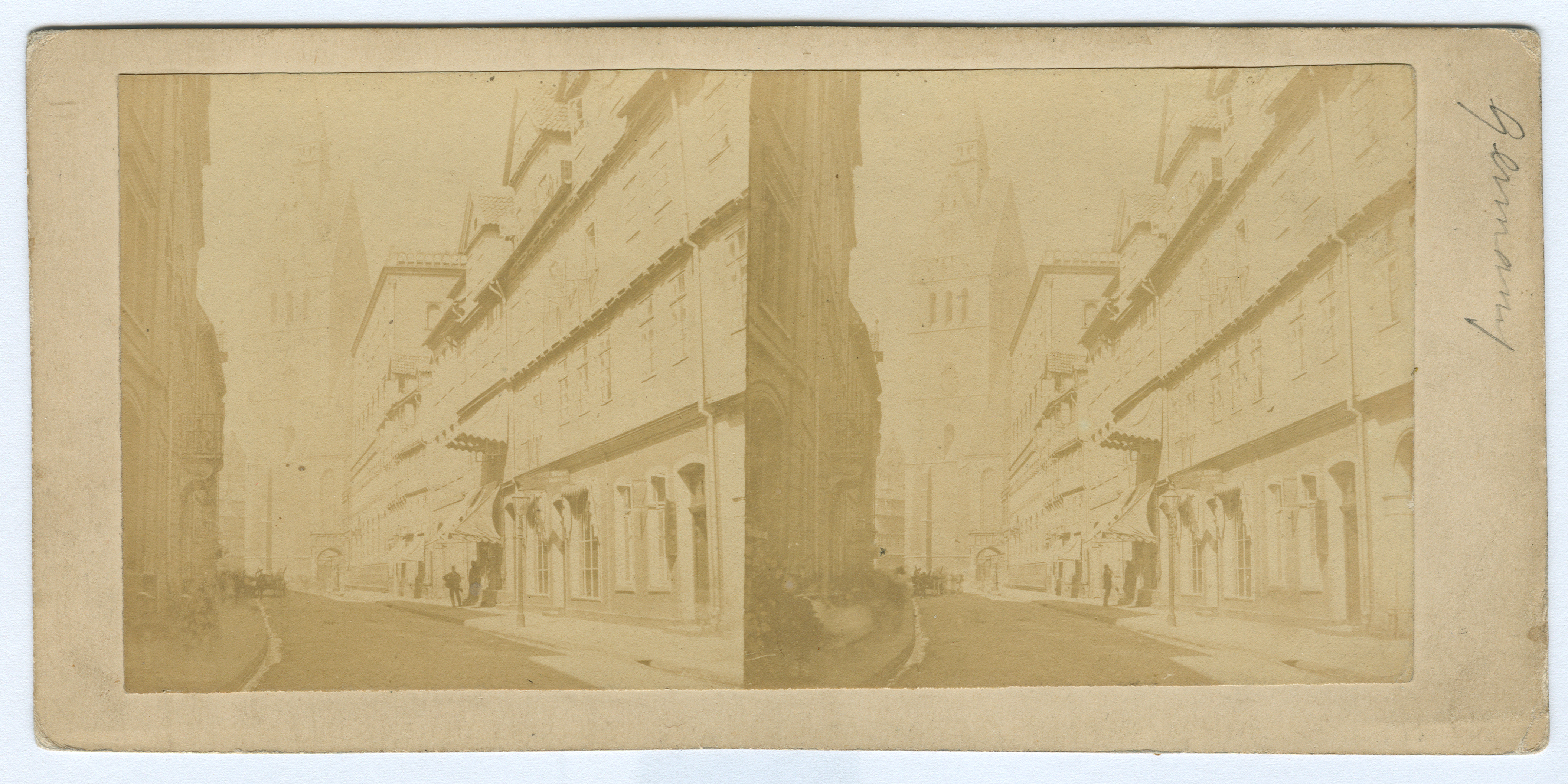
Frühe, „unechte“ Stereoskopie aus zwei in Hannover nacheinander aufgenommenen Fotos, erkennbar u. a. an den verschiedenen Positionen der Person unten rechts
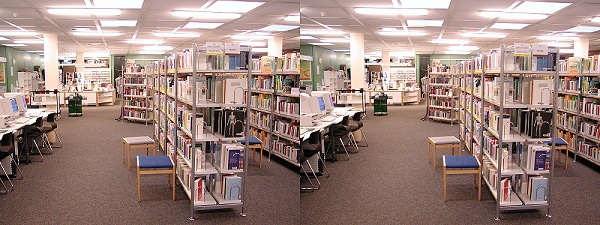
Zwei stereoskopische Teilbilder in einem Bild für den Kreuzblick
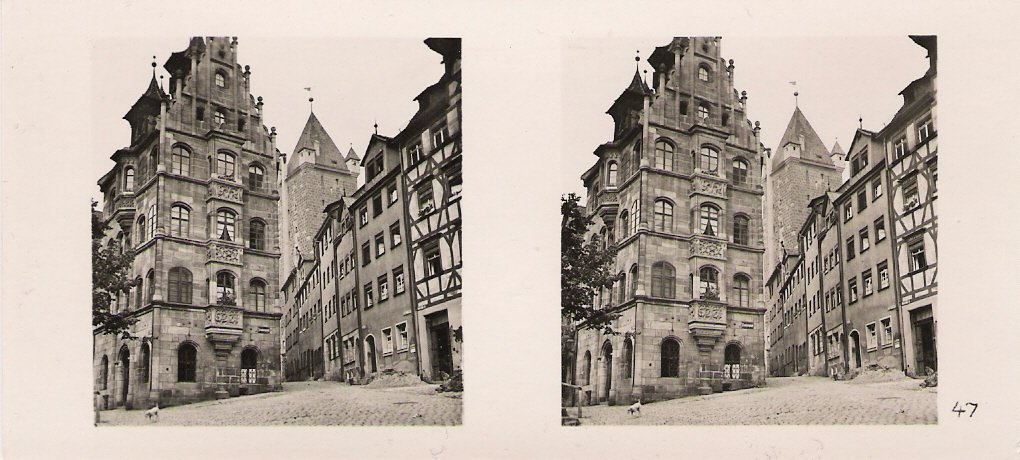
„Raumbild“-Karte von 1949
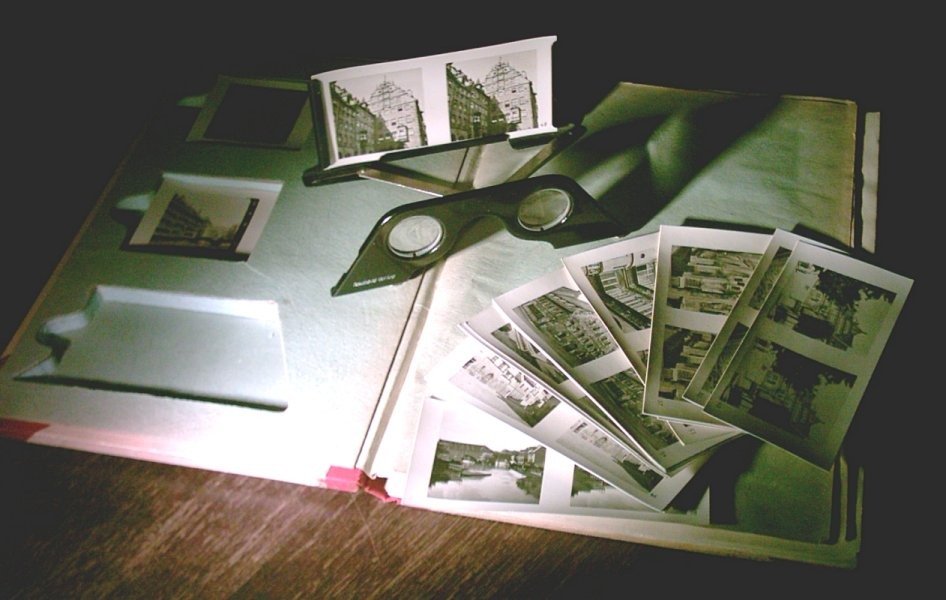
„Raumbild“-Album von 1949, im Buchdeckel befinden sich Fächer für die Raumbildkarten und die Spezialbrille.
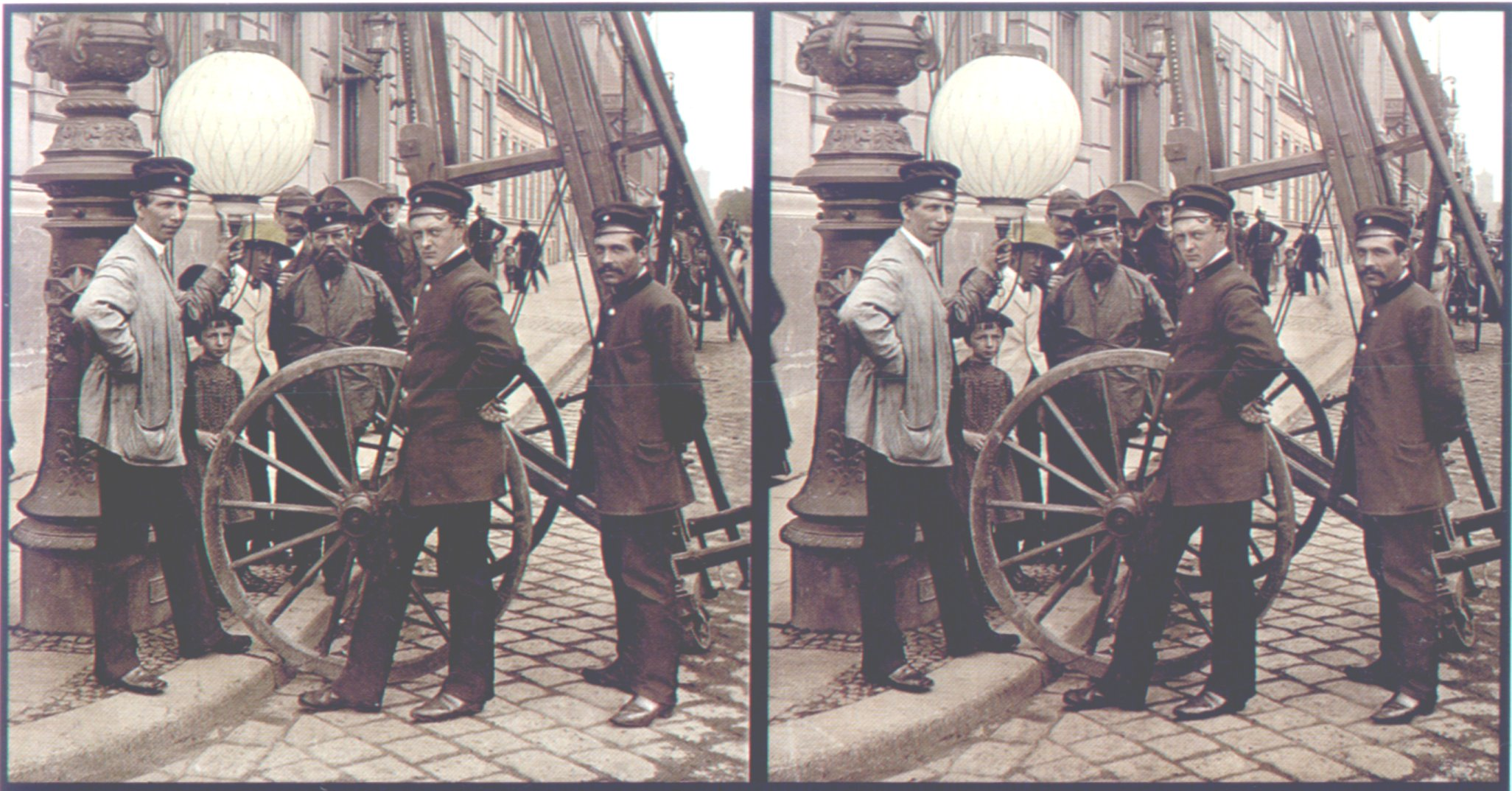
Installation einer Kohlebogenlampe in Berlin, 1890, stereoskopisches Foto (Doppelfoto) mit zwei Kameras aus leicht unterschiedlicher Perspektive zur Erzeugung von Räumlichkeit in den Kaiserpanoramen des August Fuhrmann
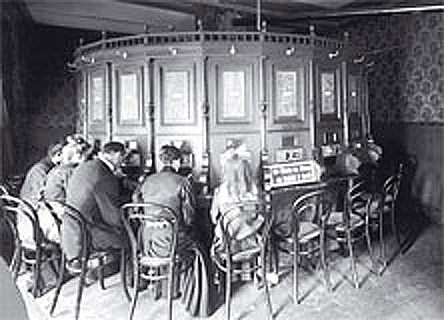
Ein Stereoskop im ehemaligen Wiener Praterkino „Kaiserpanorama“ um 1900
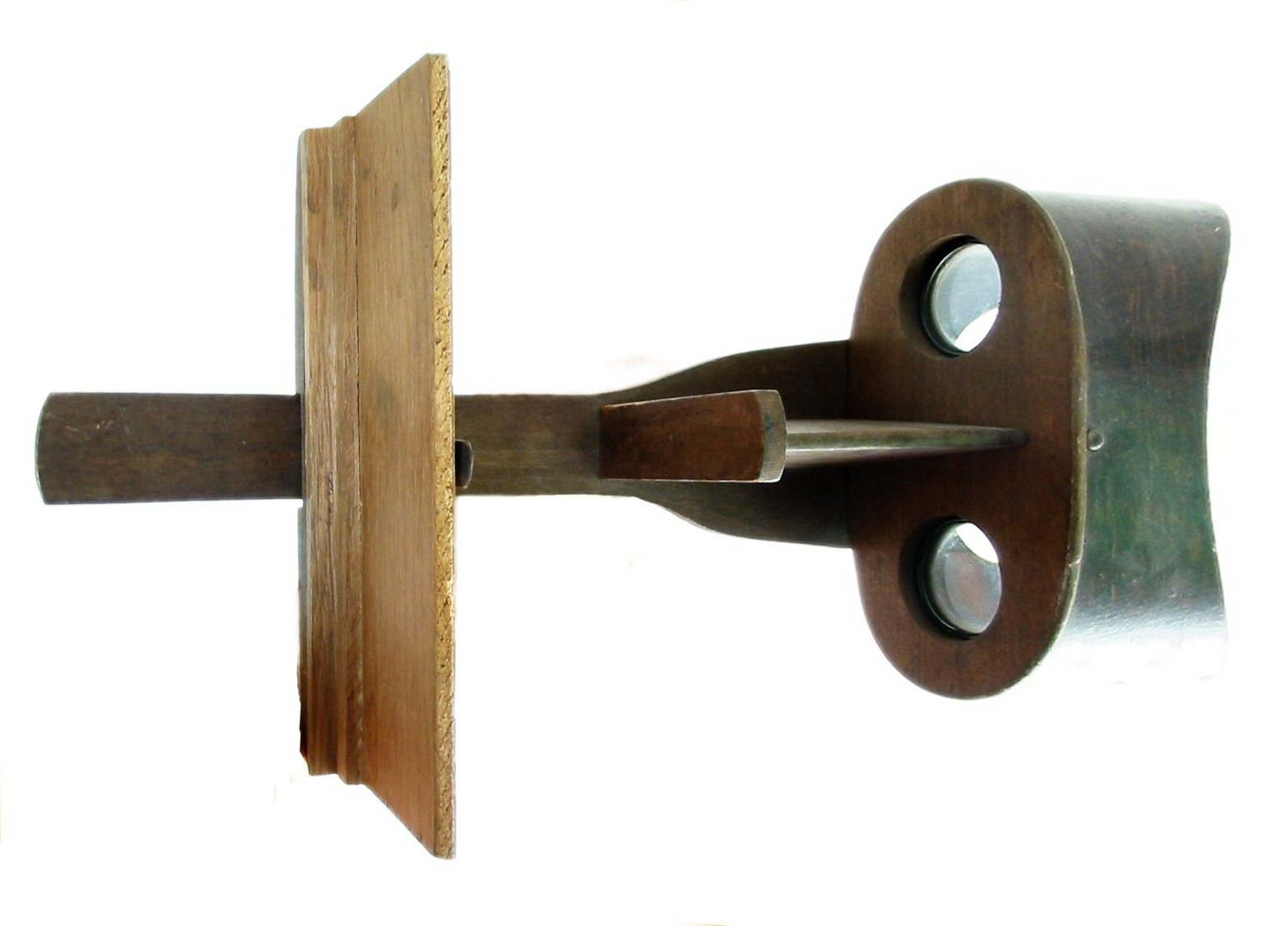
Stereoskop um 1915
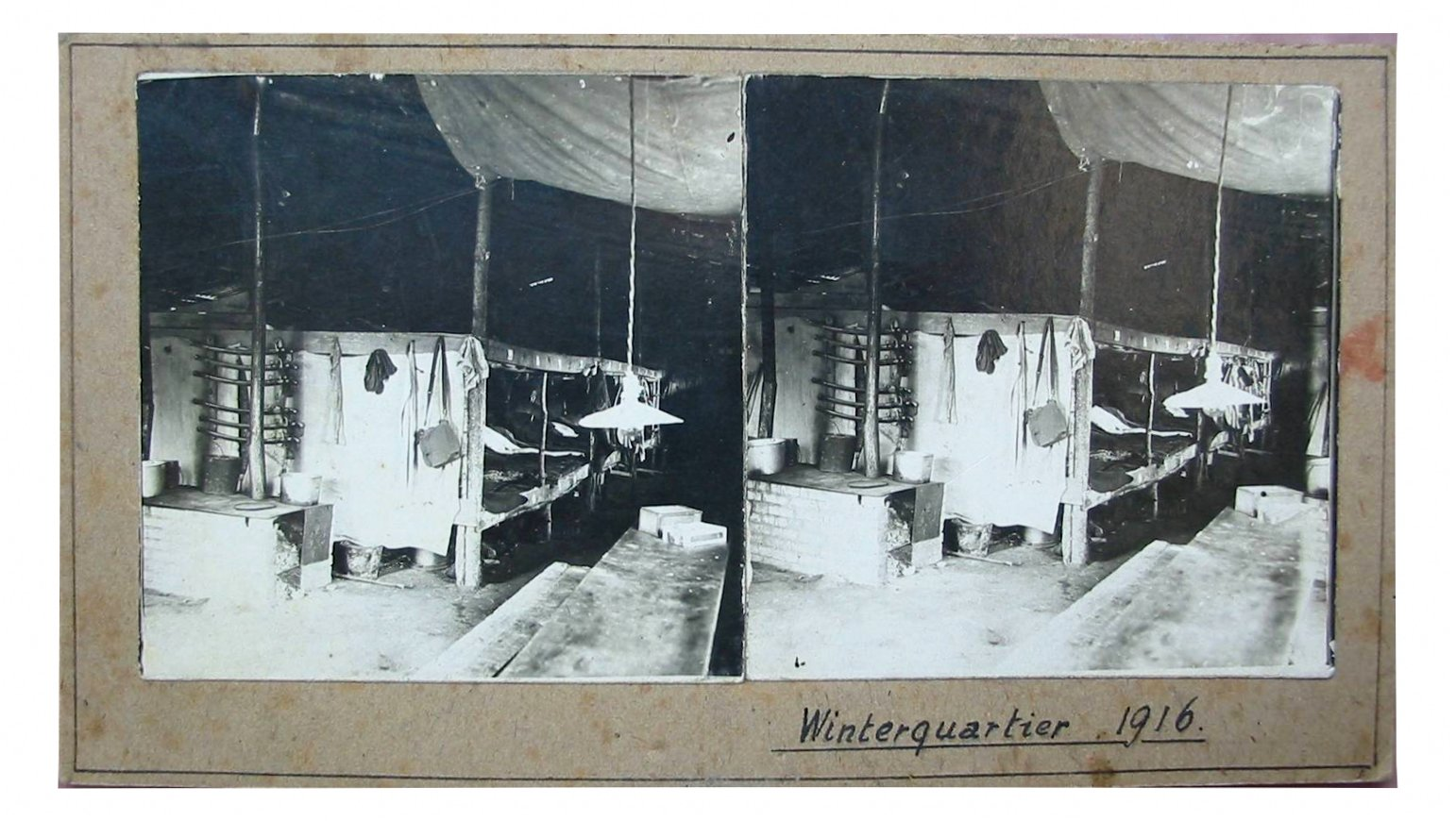
Soldatenquartier im Ersten Weltkrieg bei Mouron
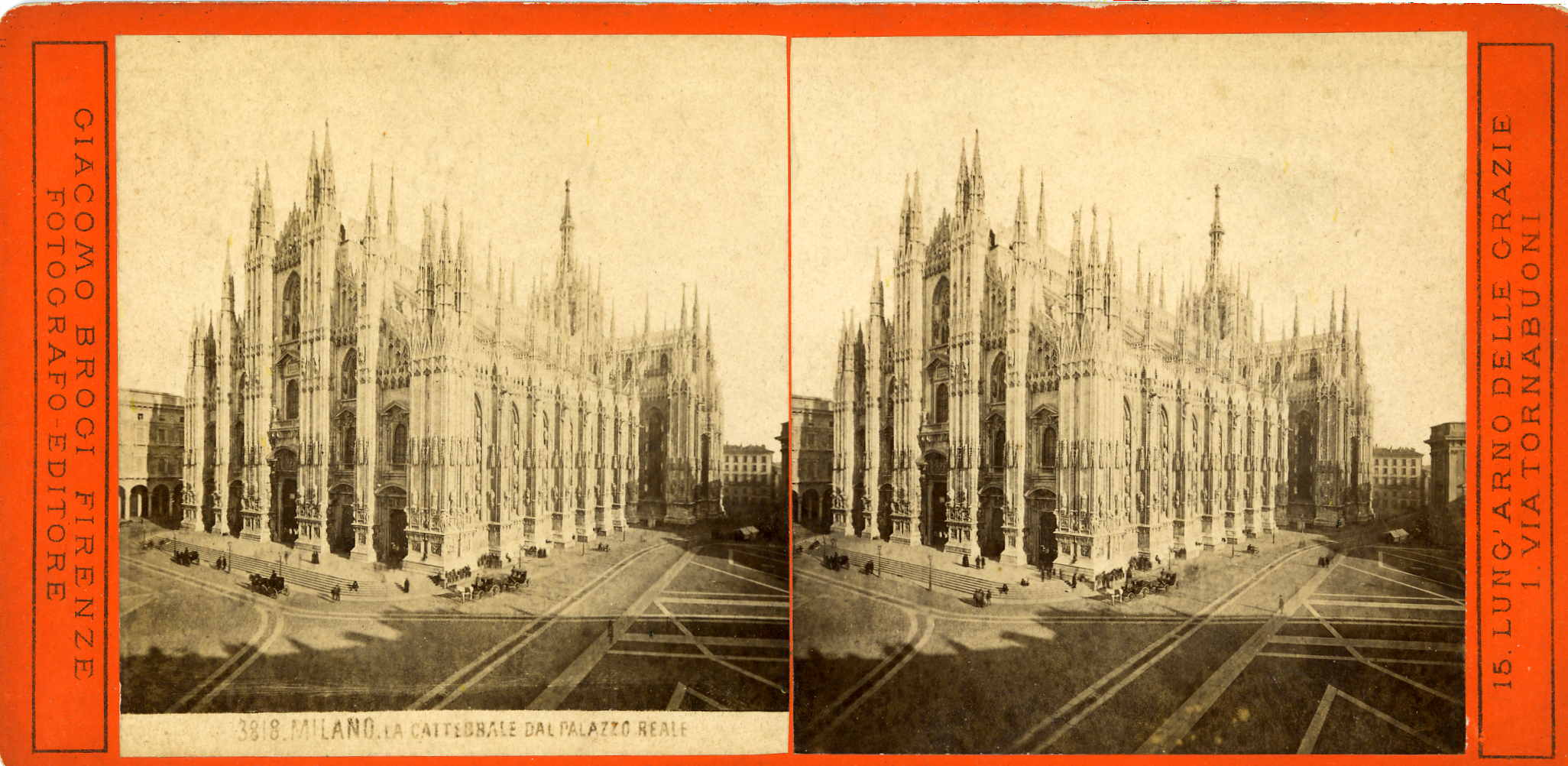
Der Mailänder Dom; Aufnahme von G. Brogi, ca. 1870
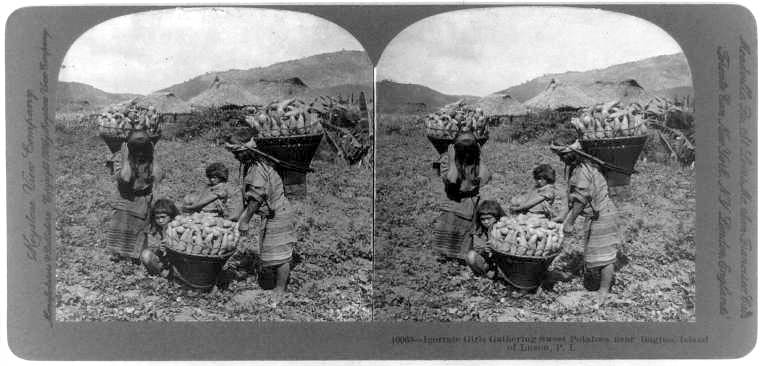
Stereo-Fotografie, ca. 1906
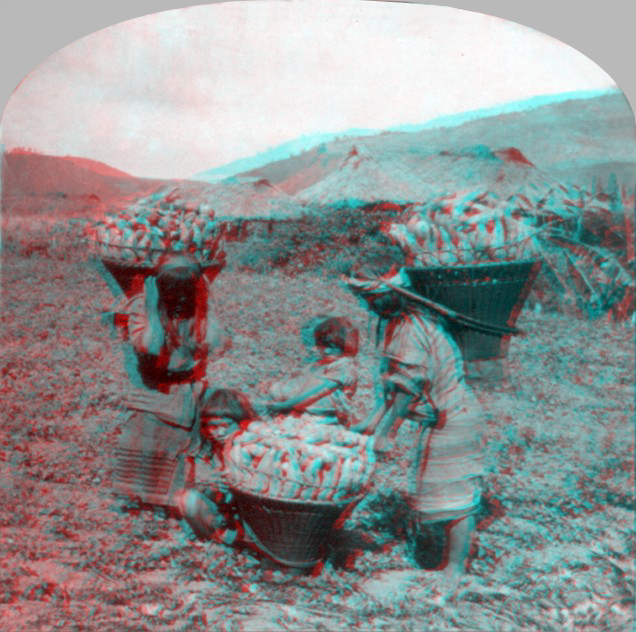
Dasselbe Foto als Anaglyphenbild montiert
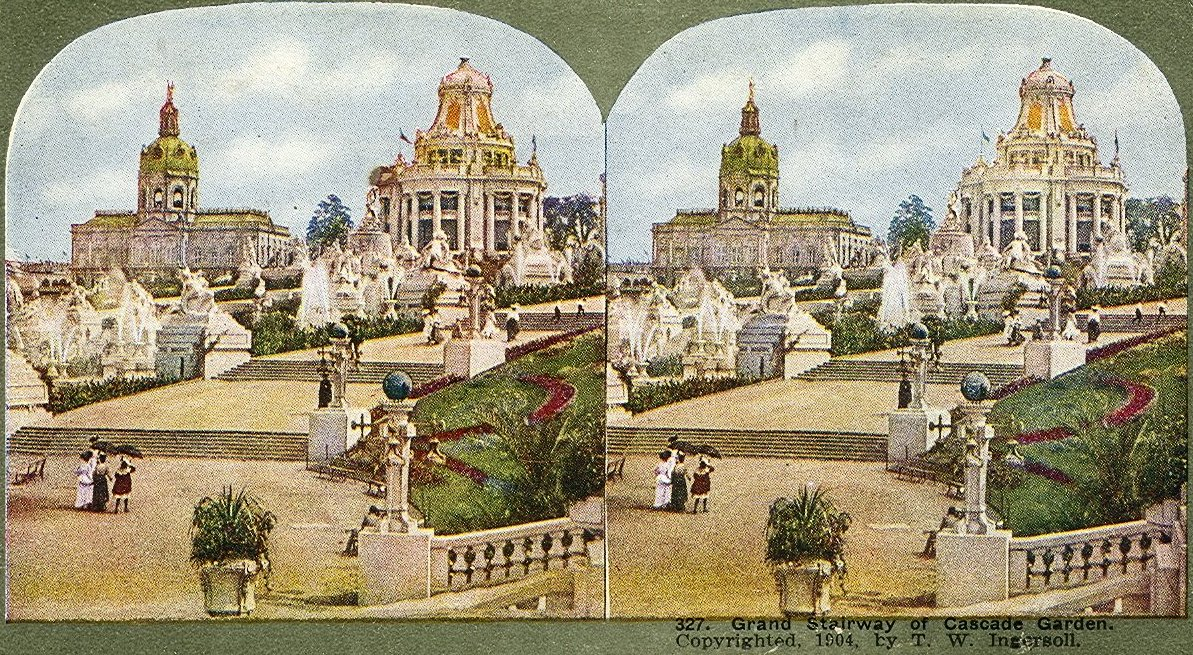
Das Deutsche Haus als Nachbildung des Schlosses Charlottenburg auf der Weltausstellung in St. Louis als Stereoskopie, 1904
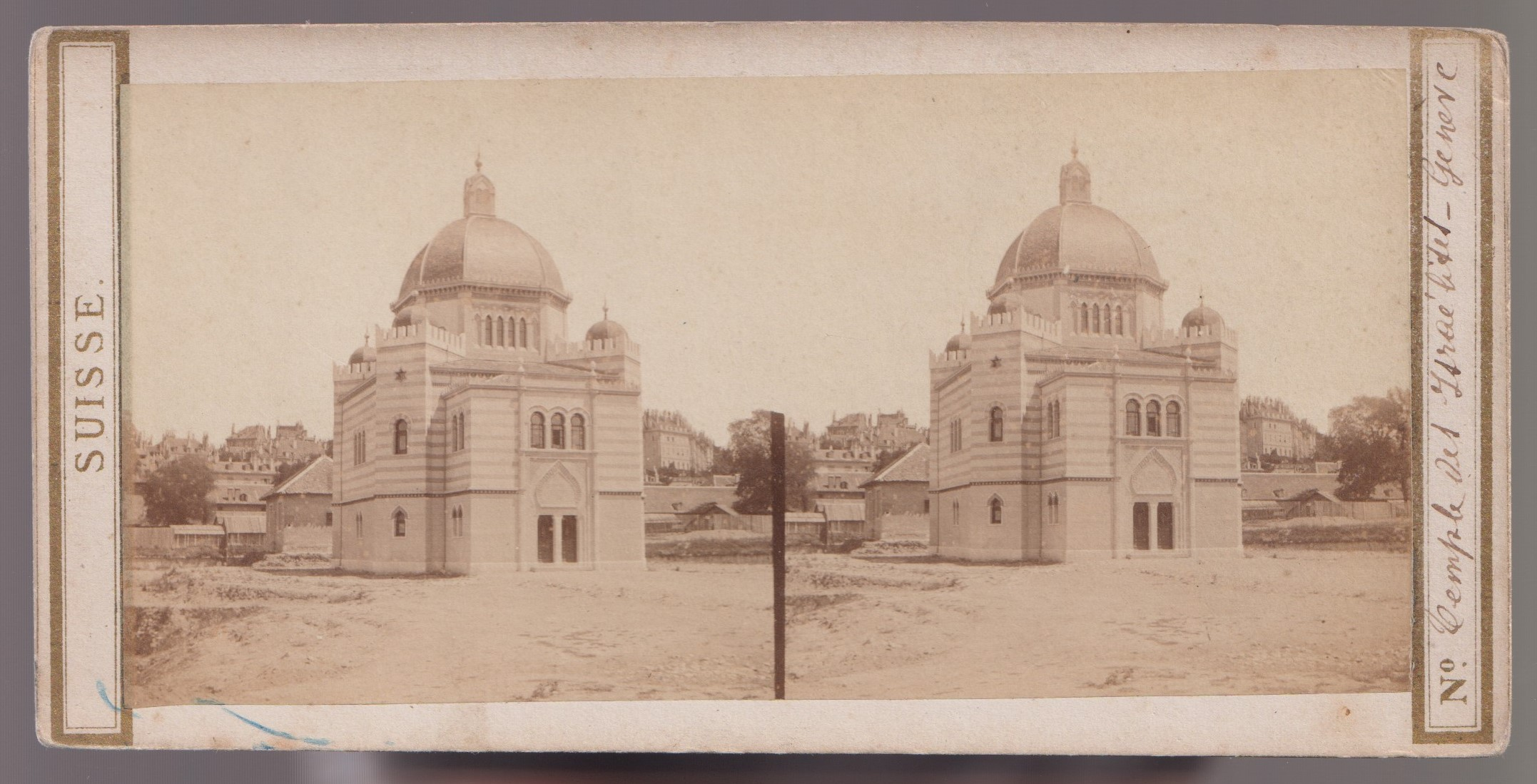
1860er Kartonscheibe für Stereoskop mit Fotos der Synagoge in Genf, in der Sammlung des Jüdischen Museums der Schweiz.

### Bedeutende Vertreter der Stereoskopie (Stereo-Fotografie)
(in alphabetischer Ordnung nach Namen)
- David Brewster (1781–1868), schottischer Physiker und Privatgelehrter, hatte im Jahr 1849 die erste Zwei-Objektive-Kamera herausgebracht. Im Jahr 1856 schlug er eine Konstruktion vor, die die Kaiserpanoramen August Fuhrmanns vorwegnahm.

- John Benjamin Dancer (1812–1887), Manchester, britischer Entwickler einer binokularen, stereoskopischen Fotokamera; nahezu gleichzeitig mit Achille Quinet (1831–1900).

- Auf der Londoner Industrieausstellung 1851 stellte der französische Optiker Jules Duboscq (1817–1886) seine Stereoskope zur Betrachtung von Stereo-Daguerreotypien vor, die er nach Ideen und Plänen des schottischen Physikers und Privatgelehrten David Brewster (1781–1868) konstruiert hatte. Auf der gleichen Ausstellung präsentierten die Brüder William (1807–1874) und Frederick Langenheim (1809–1879) unter der Bezeichnung „Hyalotypie“ Stereotypien auf Glas, die mittels Projektoren Lichtbilder erzeugen.

- Claude-Marie Ferrier (1811–1889) war ein französischer Fotograf und Pionier der Stereoskopie, der schon beim französischen Feldzug gegen Österreich im Sardinischen Krieg 1859 als Stereofotograf tätig war. Im selben Jahr 1859 eröffneten Claude-Marie Ferrier und Charles Soulier ein Fotografenstudio in Paris, das stereoskopische Glas-Dias produzierte und verkaufte. Ferrier werden die ersten stereoskopischen Fotografien zugeschrieben, die in dem von David Brewster entwickelten Stereoskop gezeigt wurden.

- August Fuhrmann (1844–1925), deutscher Fotograf und Medienunternehmer, vertrieb Bilderserien kolorierter, stereoskopischer Fotografien für seine „Kaiser-Panoramen“. Am 17. August 1888 nahm das Patentbüro in London August Fuhrmanns Spezifikationen für ein „Revolving Stereoscopic Panorama“ an. Am 17. Dezember 1889 akzeptierte das deutsche Patentamt Fuhrmanns Patentanmeldung für ein „Selbsteinkassierendes Wandelpanorama“, eine leicht abgewandelte Variante des ersteren. Zum Zeitpunkt seiner Patentierung war das Kaiser-Panorama aber bereits seit acht bzw. neun Jahren erfolgreich im geschäftlichen Einsatz. In seinen wirtschaftlich besten Zeiten beschäftigte Fuhrmann bis zu acht Fotografen, die in seinem Auftrag mit firmeneigenen Fotoausrüstungen aktuelle Ereignisse in aller Welt aufnahmen, um für die bis zu 250 Kaiser-Panoramen ständig neue Stereoserien zu liefern, darunter den Hamburger Fotograf Johann Hamann (1859–1935) und den vor allem in Klagenfurt tätigen österreichischen Hoffotograf Alois Beer (1840–1916). Als Autoren der Serie „Ein Besuch von Gotha und des Thüringer Waldes“ sind der Hoffotograf Wilhelm Zink aus Gotha und der Lehrer G. Hartung aus Finsterbergen im Thüringer Wald, der sich eine Stereokamera von Fuhrmann ausgeliehen hatte, bekannt. Die Serie „Celle, die alte Herzogsstadt und die Lüneburger Heide“ stammte von dem Stereo-Fotografen Otto Wolff (1879–1920) aus Celle. Aufnahmen von der „Hertha-Reise“ brachte der Marinezahlmeister Gustav Adolph Riemer (1842–1899) aus Ostasien und dem Südpazifik mit. Praktisch von Anfang an hatte Fuhrmann Konkurrenz auf dem Markt für stereoskopische Bilderschauen und die dazugehörigen Vorführgeräte, etwa durch Reinhold Fuhrmann, Dresden, Carl Friederich Hermann Rentsch, Dresden, die Gebrüder Kitz, Leipzig, die Allgemeine Automatengesellschaft Riener, Pelzer & Co., Köln, das fotografische Versand- und Export-Geschäft H. Schmidt, Kassel, die Fabrik für photographische Apparate und Panoramen G. Kügler, Görlitz, Bernhard Wachtl, Wien, F. Ebelsbacher, Hannover oder W. Zahorik, Eisenerz (Steiermark).

- Wilhelm Gruber erfand 1938 den View-Master, einen Stereobetrachter mit austauschbaren Bildscheiben.

- In den 1870er Jahren erstellte und veröffentlichte Byron H. Gurnsey (1833–1880) seine Fotoserie „Scenes on the line of the Denver & Rio Grande Railway“ (deutsch etwa: „Szenen entlang der Bahnstrecke der Denver- und Rio Grande-Eisenbahngesellschaft“) mit stereoskopischen Aufnahmen von Sehenswürdigkeiten im Westen der USA; wahrscheinlich im Auftrag der „Denver & Rio Grande Railway“. Seine Witwe Delilah Ida Simpson verkaufte einen großen Teil von Gurnseys stereoskopischen Fotografien an die Gebrüder Kilburn in Littleton, New Hampshire, die damals das wohl größte Sortiment stereoskopischer Aufnahmen vertrieben. Andere Fotografien Gurnseys gingen an den Fotografen Franklin A. Nims aus Colorado Springs, der offenbar eine Zeitlang nach Gurnseys Tod im Auftrag seiner Witwe dessen Fotoatelier weitergeführt hat.

- Thomas J. Hine (* wohl vor 1850, † wohl nach 1885), US-amerikanischer Fotograf, arbeitete von etwa 1865 bis Anfang der 1870er Jahre in Chicago, und zwar höchstwahrscheinlich für das Fotostudio Copelin & Melander (später: Copelin & Son) in der Lake Street 131. Hine nahm im Jahr 1873 an einer Expedition in das (zu den Rocky Mountains gehörende) San Juan-Gebirge in Colorado teil, die von Leutnant (Lieutenant) Ernest H. Ruffner geleitet wurde. Seine Aufnahmen von dieser Expedition wurden als stereoskopische Karten von Copelin & Son vertrieben, auf denen vermerkt war, dass die Negativ von Hine aufgenommen wurden.

- 1861 ersann der amerikanische Arzt und Schriftsteller Oliver Wendell Holmes, Sr. (1809–1894) ein einfaches und preiswertes Stereoskop. Dieses Holm'sche Stereoskop wurde der Standardapparat der folgenden Jahrzehnte und war auch in Privathaushalten verbreitet.

- Andreas Fedor Jagor (1816–1900), deutscher Forschungsreisender, Ethnograph und ethnographischer Photograph, brachte von seinen Reisen nach Südostasien zahlreiche stereoskopische Fotografien mit.[5]

- Oscar Jann (aus Breslau; in Bremen gestorben) war ein Hersteller stereoskopischer Bilder und dazugehöriger Stereoskope.

- Léon & Lévy war ein im 19. Jahrhundert in Paris gegründetes französisches Fotografenstudio, deren Inhaber unter der Signatur L.L. insbesondere Stereoskopien und Ansichtskarten vertrieben. Die Firma Léon & Lévy wurde 1864 von Isaac, genannt Georges Lévy (1833–1913), und seinem Schwiegervater Moyse Léon (* 1812) gegründet. Die beiden waren zuvor bereits als Assistenten in dem Pariser Fotografenstudio Ferrier-Soulier tätig gewesen und hatten 1864 den Bestand von Ferrier, Fils et Soulier übernommen. Léon & Lévy erhielten die Genehmigung, Stereoskopien von der Weltausstellung Paris 1867 anzufertigen.

- „Manche Verleger spezialisierten sich auf Stereobilder: Negretti und Zambra in London, [Claude-Marie] Ferrier und [Athanase] Clouzard in Paris, Edward Anthony in New York, Thomas Houseworth in San Francisco und George Leuzinger […] in Brasilien.“[6]

- Ab 1866 begab sich der Schausteller Alois Polanecky (1826–1911) mit seinem „Glas-Stereogramm-Salon“ auf die Reise, der der von David Brewster vorgeschlagenen Bauweise entsprach. Polanecky hatte seinen Stereogramm-Salon aber vermutlich nicht selbst konstruiert, sondern dem französischen Fotografen Claude-Marie Ferrier abgekauft, der später übrigens stereoskopische Fotografien an August Fuhrmann lieferte.

- Der Marinezahlmeister Gustav Adolph Riemer (1842–1899) brachte stereoskopische Aufnahmen von der „Hertha-Reise“ aus Ostasien und dem Südpazifik mit.

- Johann Friedrich Stiehm (1826–1902) war deutscher Fotograf und überregional tätiger Verleger von Stereo-Fotografien mit Sitz in Berlin.

- Achille Quinet, (1831–1900), französischer Fotograf, war Erfinder des Quinetoscop von 1854, einer binokularen, stereoskopischen Fotokamera; nahezu gleichzeitig mit John Benjamin Dancer (1812–1887).

- Charles Soulier (1840–1876), französischer Fotograf, nahm auch Stereoskopien auf und verkaufte diese unter anderem an August Fuhrmann. Er arbeitete mit Claude-Marie Ferrier zusammen. Im Studio von Soulier und Ferrier arbeiteten die späteren Gründer des Fotografenstudios Léon & Lévy, Isaac (genannt Georges) Lévy (1833–1913) und sein Schwiegervater Moyse Léon (* 1812), zunächst als Assistenten.

- Der US-amerikanische Fotograf Charles Leander Weed belieferte den Fotoverlag Lawrence & Houseworth von Thomas Houseworth und George S. Lawrence mit etwa 900 Stereo-Fotos aus dem Yosemite-Tal und aus Nevada; eine Auswahl wurde unter dem Titel „California and Nevada Views“ vertrieben.

### Einige wichtige Bildagenturen für Stereo-Fotografien
- Ferrier père et fils & Soulier
- The International View Company (auch bekannt als International Stereograph Company und als C. F. Beezley & Co.)
- Kilburn Brothers, Benjamin West Kilburn und William Edward Kilburn
- Lawrence & Houseworth, Thomas Houseworth und George S. Lawrence
- Léon & Lévy
- London Stereoscopic Company
- Johann Friedrich Stiehm
- Raumbild-Verlag
- Underwood & Underwood

## Aufnahme

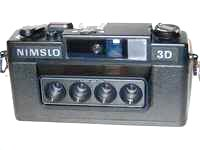
Nimslo-Kamera

Bei der Aufnahme einer Stereographie mit einer echten Stereokamera mit zwei Objektiven oder einer Lichtfeldkamera kann ganz normal fotografiert werden. Bei der Motivgestaltung sollte auf eine gestaffelte Vorder- und Hintergrundanordnung von Gegenständen geachtet werden. Dieses fördert die räumliche Tiefenwirkung beim späteren Ansehen des Fotos.
Stereo-Landschaftsaufnahmen ohne Vordergrund wirken selten räumlich, wenn mit normaler Stereobasis (Augenabstand) aufgenommen wurde. Deshalb wird, sofern man eine überhöhte Räumlichkeit wünscht, eine erweiterte Stereobasis geschaffen. Zum Beispiel werden mit einer üblichen Kamera zwei Aufnahmen nacheinander gemacht, wobei zwischen den Aufnahmen die Kamera waagerecht um zirka 50 Zentimeter verschoben wird, zweckmäßigerweise auf einem Schlitten. Ein Nachteil dieses Verfahren ist, dass sich zwischenzeitlich der Objektausschnitt (das Motiv) verändert haben kann, beispielsweise Vogelflug. Diese Veränderung stört mitunter eine räumliche Fusion. Deshalb empfiehlt es sich, Aufnahmen mit breiterer Stereobasis mit zwei festmontierten Kameras zu machen, die mit geeigneten Mitteln gleichzeitig ausgelöst werden, zum Beispiel mittels Kabelauslöser.
Eine für Stereo-Laien einfache Aufnahmetechnik bei Sucherkameras: erstes Objektfoto mit dem Körpergewicht auf dem linken Bein, zweites Objektfoto mit Körpergewicht auf dem rechten Bein. Die Stereobasis beeinflusst die Deviation zwischen den beiden Fotos.

### Grundregeln der stereoskopischen Aufnahme
(frei nach)
Das Ziel einer guten Stereo-Aufnahme ist zumeist eine möglichst naturgetreue Wiedergabe des Gesehenen. Die Einhaltung der gleichen Lage der Strahlenbündel bei Aufnahme und Betrachtung ist die Grundbedingung für eine geometrisch naturgetreue (tautomorphe) Wiedergabe. Andernfalls bleibt wegen Überforderung der Stereo-Effekt aus oder es resultiert eine räumliche Verzerrung des Originals (heteromorphe Raumbilder).
- Die Teilbildpaare müssen die gleichen Sehwinkeldifferenzen (Parallaxen) aufweisen wie beim freien Sehen, weshalb die Aufnahmebasis dem mittleren Augenabstand von 65 mm entsprechen sollte.
- Bei der Betrachtung müssen die gleichen Sehwinkel wie bei der Aufnahme erhalten bleiben. Zum einen müssen die Teilbilder in einem Abstand von den Augen betrachtet werden, der der Brennweite der Aufnahme gleicht und in einer Ebene gelegen sein. Andererseits sollte der Abstand der Bildmitten oder korrespondierender ferner Bildpunkte 65 mm betragen.
- Die Bildachsen der beiden Teilbilder müssen bei der Betrachtung die gleiche Richtung einnehmen wie bei der Aufnahme. Diese Forderung bedeutet, dass für die Betrachtung nicht nur, wie schon unter (2) verlangt, die Teilbilder im Abstand der Aufnahmeobjektive montiert sein müssen, sondern auch in den Betrachter, beispielsweise ein Linsenstereoskop, so einzulegen sind, dass die Linsenachsen die Bildmitten treffen. Werden die Linsenmitten gegenüber den Teilbildmitten seitlich verschoben, so erscheint der zukommende räumliche Eindruck seitlich verschoben und verzerrt, umso mehr, je größer die Abweichung von der Normalstellung ist.
- In ähnlicher Weise tritt auch eine Verzerrung auf, wenn die Bild- und Linsenmitten sich in der Höhe nicht gleichen. Solange die Höhenverzerrung in mäßigen Grenzen bleibt und vor allem auf beiden Teilbildern gleich groß ist, stört sie kaum. Dagegen wirkt sich eine Höhendifferenz zwischen linkem und rechtem Teilbild von nur wenigen Zehntelmillimeter als sogenannte „Höhenparallaxe“ aus und erschwert das räumliche Verschmelzen. Deshalb muss bei der Montage der Stereo-Bilder vor allem darauf geachtet werden, dass Höhenabweichungen der Teilbilder unter allen Umständen vermieden werden.
- Die Lage- oder Betrachtungsdifferenzen (Parallaxen), die nur parallel zur Verbindungslinie der Aufnahmebasis auftreten, müssen auch bei der Betrachtung parallel zur Verbindung der Linsenmitte zu liegen kommen. Mit anderen Worten: Die Teilbilder sind so zueinander anzuordnen, dass ihre seitlichen Begrenzungen zueinander parallel ausgerichtet und nicht in ihrer Ebene gegeneinander verkantet sind. Es entstehen sonst wiederum unliebsame Höhenparallaxen, die den stereoskopischen Effekt störend beeinflussen.

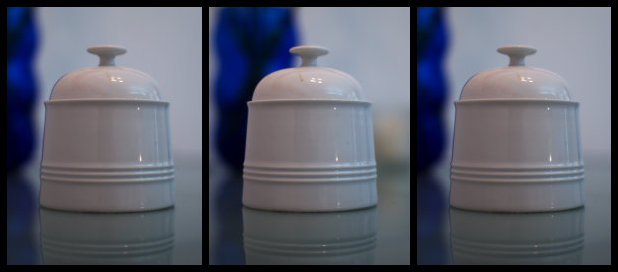
Stereobild mit kurzer Brennweite

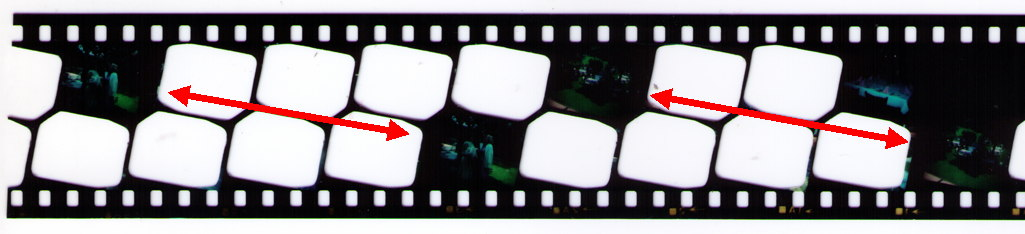
Aufnahmen für View-Master auf einem handelsüblichen Kleinbildfilm

- Die Bilder müssen über den ganzen Bereich der Bildaufnahme scharf sein, weil das menschliche Auge ab zirka drei Metern Abstand alle Gegenstände gleichzeitig scharf sieht und andererseits auf nähere Entfernungen sich sofort scharf einstellt (akkommodiert). „Künstlerische Unschärfen“ sind daher im Stereobild unangebracht und zu vermeiden. Zur Erzielung einer guten Raumwirkung sollten kurzbrennweitige Objektive, die eine hohe Schärfentiefe aufweisen, zur Anwendung kommen. Hingegen braucht man sich im Gegensatz zum einzelnen Lichtbild um die „richtige Perspektive“ nicht zu kümmern. „Echte“ Stereokameras haben eine etwas kürzere Brennweite mit einer großen Schärfentiefe.
- Der im stereoskopischen Bild dargestellte Raum (Tiefenzone) soll möglichst so bemessen sein, dass er auf einmal scharf erfasst werden kann. Die Sehwinkeldifferenz zwischen dem nächsten und dem fernsten Punkt darf einen Betrag von 60 bis 70 Winkelminuten – „Lüscher-Winkel“ – nicht überschreiten. Bei Landschaftsaufnahmen darf deshalb der nächstgelegene Punkt erst in drei Metern Entfernung liegen. Bei Makroaufnahmen ist analog auf die Einhaltung der Tiefenzone zu achten. Hintergrund außerhalb des erlaubten Bereiches sollte abgedeckt oder unscharf sein.
- Die Konvergenz der Sehstrahlen darf bei der Betrachtung der Stereobilder den maximalen Betrag der Konvergenz der Augachsen bei freiem Sehen um ca. 2° nicht übersteigen und sie darf vor allem nicht negativ werden, da Divergenz jegliches Zustandekommen eines Raumeindrucks verhindern kann.

Bei Beachtung der vorstehend aufgeführten Grundregeln wird man immer eine naturgetreue und reine Raumwirkung erzielen. Deshalb braucht man die in der gewöhnlichen Fotografie ängstlich vermiedenen stürzenden Linien, wie sie beispielsweise bei Gebäudeaufnahmen mit geneigter Kamera entstehen, nicht zu fürchten.

## Methoden zur Darstellung und Betrachtung

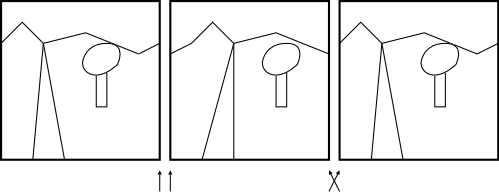
Das linke und das rechte Bild ist das Teilbild für das linke Auge, das mittlere für das rechte Auge. Dadurch kann man das Stereogramm mittels Kreuz- oder Parallelblick betrachten.

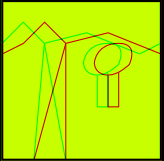

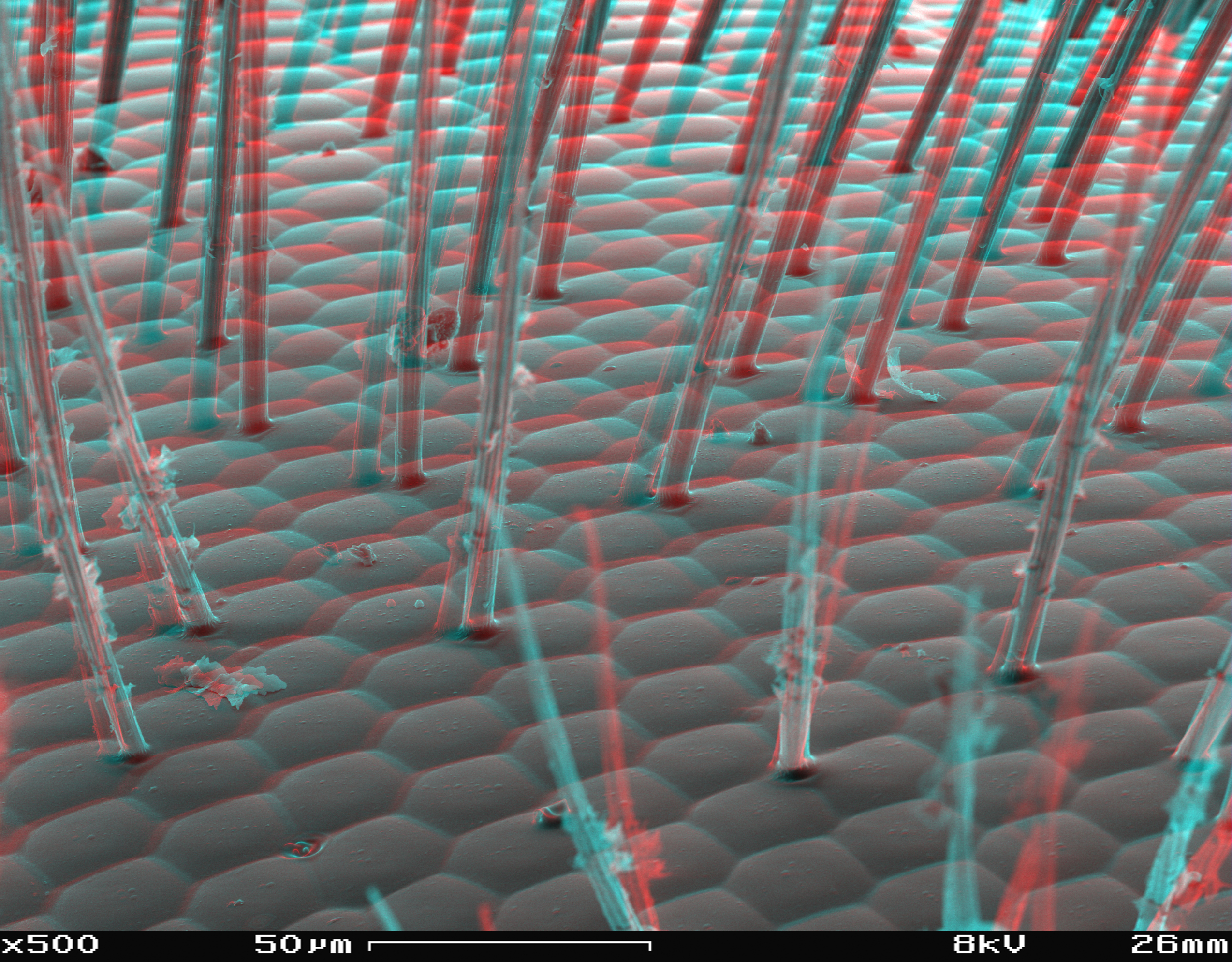
3D-Anaglyphenbild aus dem REM für Rot-Cyan-Brillen, Motiv: Bienenauge

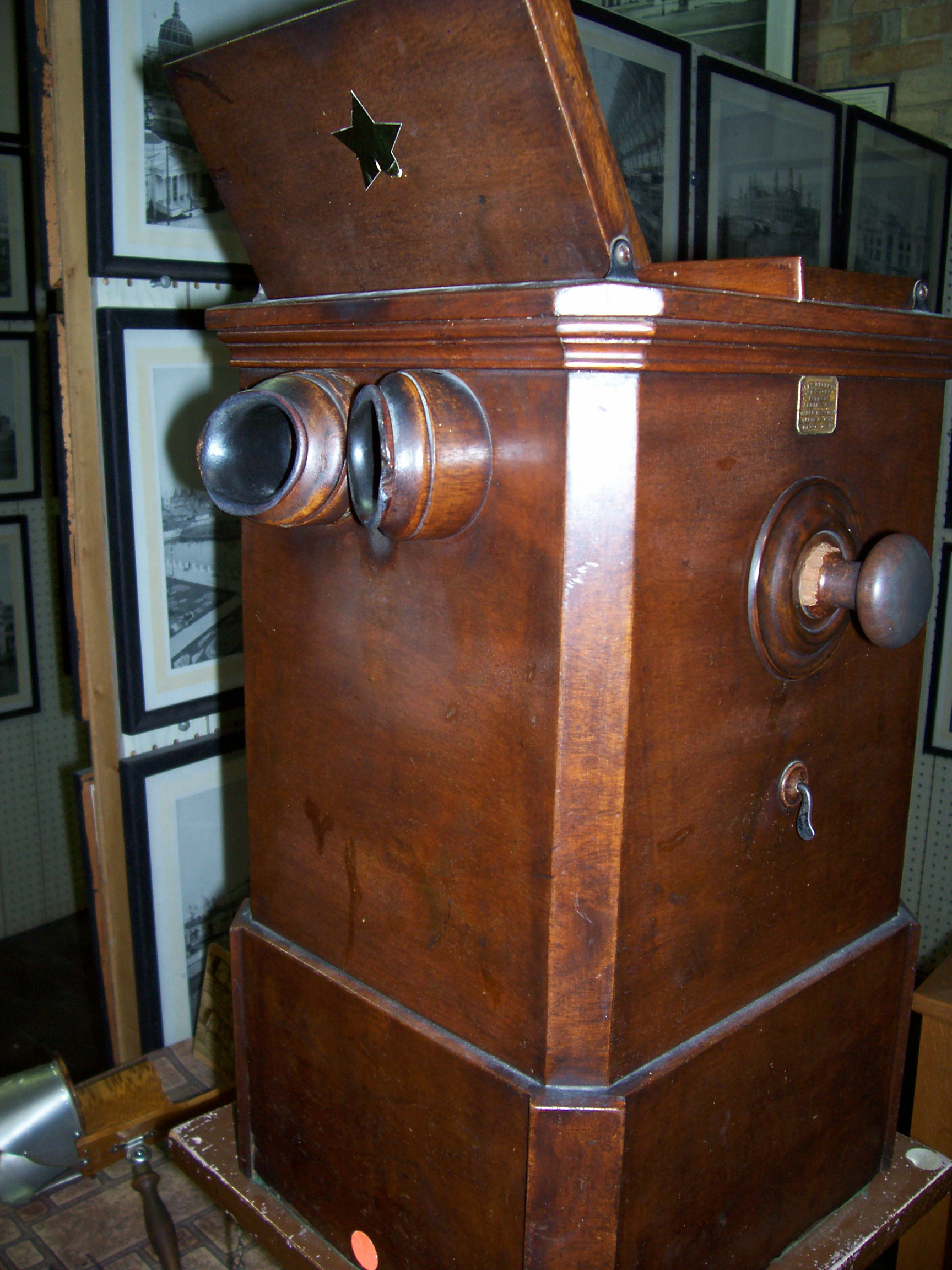
Alter Betrachter von 1893

### Stereobildpaar
Eine einfache Methode besteht darin, zwei stereoskopische Teilbilder nebeneinander abzubilden; mit einer speziellen Blicktechnik (Parallelblick – sofern deren Breite jeweils ca. 65 mm nicht übersteigt – oder Kreuzblick) können sie dann ohne weitere Hilfsmittel als räumliches Bild wahrgenommen werden.
Es bedarf keiner besonderen Voraussetzungen, um das hilfsmittellose Betrachten von Stereobildern zu erlernen. Zur Vereinfachung gibt es jedoch spezielle Prismenbrillen. Bei der KMQ-Betrachtungsmethode sind die Teilbilder nicht nebeneinander, sondern übereinander abgebildet.
Für die Archivierung stereoskopischer Bildpaare auf Computern ist es üblich, beide Teilbilder in einer einzelnen JPEG-Datei zu speichern und den Dateityp mit „.jps“ anzugeben. Diese Bildpaare sind für die Betrachtung mit dem „Kreuzblick“ (Schielen) vorgesehen.

### Anaglyphenverfahren
Bei den Anaglyphenbildern werden die beiden Teilbilder übereinander gedruckt, wobei beide Teilbilder in Komplementärfarben eingefärbt werden. Als „Anaglyphe“ bezeichnet man zwar grundsätzlich jedes Stereobild, bei dem die beiden Teilbilder gleichzeitig auf derselben Fläche gezeigt werden (auch die Polarisationsprojektion ist also streng genommen eine „Anaglyphenprojektion“), meist ist jedoch mit „anaglyphisch“ eine farbanaglyphische Darstellung gemeint: Zur Trennung der beiden Einzelbilder werden verschiedene Farbfilter in 3D-Brillen verwendet, ursprünglich Rot vor dem rechten Auge und Grün vor dem linken. Beim Ansehen des Films löscht der Rot-Filter das rote Filmbild aus und das grüne Bild wird schwarz – der Grünfilter löscht das grüne Farbbild und das rote wird schwarz. Da beide Augen nun verschiedene Bilder sehen, entsteht im Gehirn wieder ein räumliches Bild.
Ende der 1970er-Jahre verbesserte Stephen Gibson die Farbanaglyphentechnik erheblich mit seinem patentierten „Deep Vision“-System, das andere Filterfarben verwendet: Rot vor dem rechten Auge und Blau vor dem linken. Inzwischen bietet auch die dänische Firma „Color Code“ ein eigenes Farbanaglyphen-System an. Die Filterfarben der „ColorCode“-Brillen sind Blau vor dem rechten Auge und Gelb vor dem linken. Für den Spielfilm „Journey to the Center of the Earth“ wurde 2008 in England ein weiteres Farbanaglyphenverfahren („Trio Scopics“) eingeführt, mit Grün vor dem linken Auge und Magenta vor dem rechten.
Während Rot-Grün- und Rot-Blau-Brillen jeweils nur zwei der verfügbaren drei Farbkanäle des RGB-Farbraums verwenden, besteht Cyan aus einer Mischung von Grün und Blau, was zusammen mit dem roten Filter alle drei Farben mit ins Spiel bringt (im Falle der Blau-Gelb-Brillen gilt das Gleiche, da Gelb aus rotem und grünem Licht erzeugt wird).

### Shutterverfahren
Ein Shutter-3D-System verwendet bei der Wiedergabe von 3D-Bildern sogenannte Shutterbrillen (auch LCD-Shutterbrillen). Diese Spezialbrillen haben Gläser, die aus zwei Flüssigkristallflächen bestehen (je eine für das linke und rechte Auge), die elektronisch zwischen durchlässig und undurchlässig umgeschaltet werden können. Damit lässt sich wahlweise das linke oder das rechte Auge abdunkeln.

### 3D-Polarisationssystem
Ein 3D-Polarisationssystem ist ein Verfahren zur Darstellung von stereoskopischen 3D-Bildern. Bei dieser Methode werden die Bilder des Stereobildpaars jeweils in entgegengesetzt polarisiertem Licht ausgestrahlt. Es befinden sich dazu jeweils entsprechend versetzte Polarisationsfilter vor den Projektionsobjektiven und in den 3D-Brillen der Betrachter.

### Linsenraster
Soll das 3D-Bild, aus mehreren Einzelaufnahmen zusammengesetzt, auf normalem Fotopapier räumlich angesehen werden können, muss die Hilfe eines Speziallabors in Anspruch genommen werden. Die Einzelbilder werden in schmalen Streifen auf den Bildträger belichtet und über das Gesamtbild wird eine Linsenrasterfolie aufgetragen, die das Ansehen aus verschiedenen Blickwinkeln ermöglicht. Je mehr Bilder für diese Rasterfolie zur Verfügung stehen, desto weniger springt der Blickwinkel beim Bewegen des Bildes. Für dieses Verfahren wurde u. a. von der Firma Nimslo eine spezielle 3D-Kamera entwickelt, die sogar vier Fotos gleichzeitig auf 35-mm-Film aufnehmen kann. Seit den 1970er-Jahren gibt es Postkartenserien (und vereinzelt auch großformatige Bilder), die dieses Verfahren anwenden.

### Diabetrachter

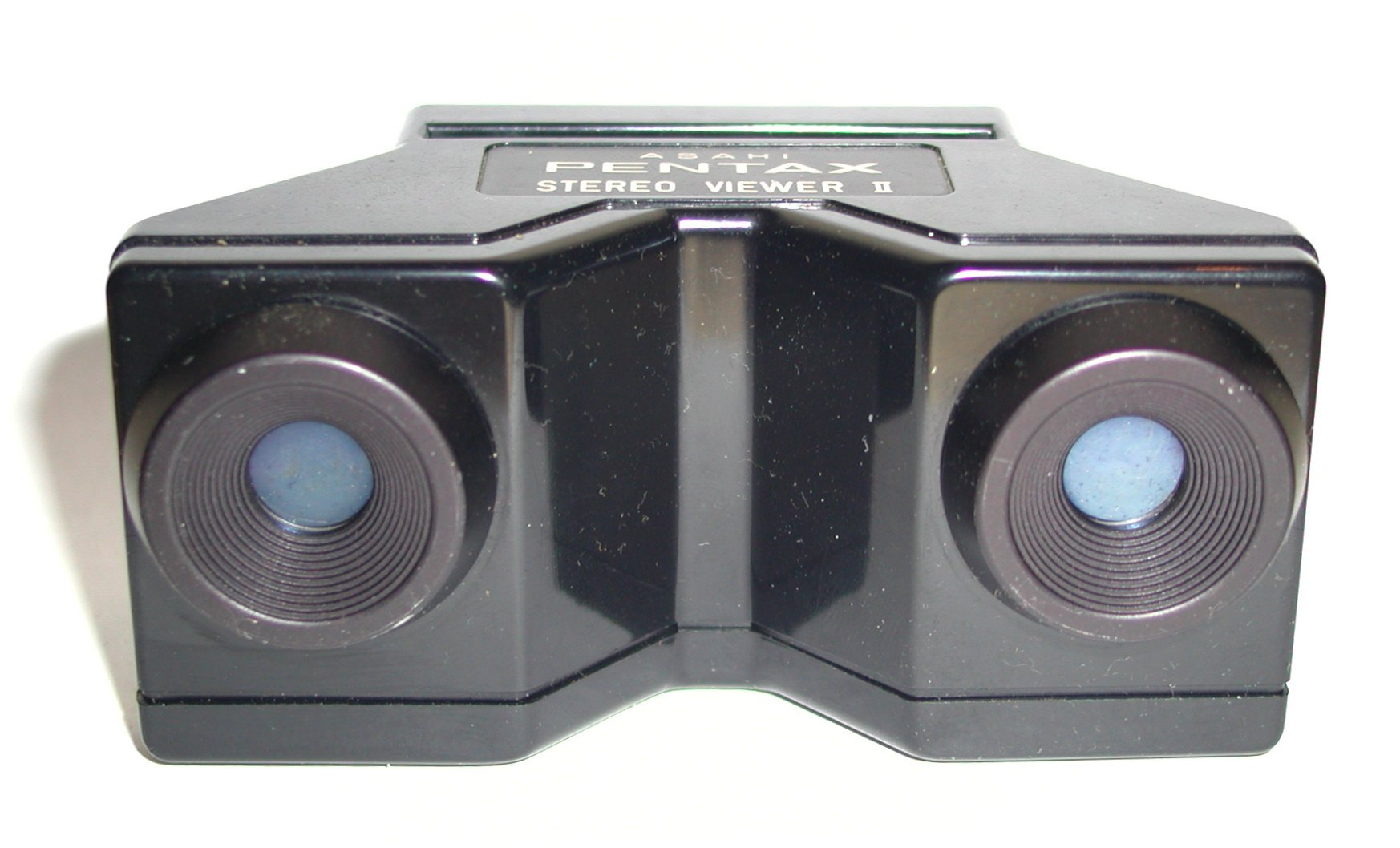
Diabetrachter für 3D-Hochformat-Aufnahmen

Zum Ansehen zweier Diapositive, die zusammen ein 3D-Foto ergeben, reichen für eine einzelne Person auch zwei einfache Dia-„Guckis“ aus, in denen das linke und rechte Bild ohne weiteren technischen Aufwand betrachtet werden können.

### Zufallspunkt-Raumbilder
Bei seinen Forschungen entdeckte Bela Julesz 1959, dass die Wahrnehmung der räumlichen Tiefe erst im Gehirn stattfindet. Hierzu experimentierte er mit einer speziellen Sorte von Stereobildpaaren, die nur zufällig verteilte Punkte enthielten (englisch random dot). Die Raumwirkung entsteht nur durch die Querdisparation. Auf dem folgenden Bild ist ein Kreis zu erkennen.
Das Prinzip der Zufallspunkt-Raumbilder ist die Erzeugung von Zufallspunkt-Bildern. Die räumlichen Unterschiede werden als Differenz in dem zweiten Bild erzeugt. Aus dem Unterschied eines Punktes auf dem ersten Bild und seiner veränderten Lage auf dem zweiten Bild ergibt sich der Höhenunterschied. Das funktioniert deswegen so gut, weil das Gehirn versucht, die beiden Bilder zur Deckung zu bekommen. Noch völlig ungeklärt ist, wie das Gehirn jeweils zwei Punkte auf der linken und rechten Retina als „zusammengehörig“ erkennt, das sogenannte „Korrespondenzproblem“.

#### SIRDS
Die nächste Entwicklung folgte mit dem Single Image Random Dot Stereogram (SIRDS), das ein einzelnes großes Bild ist. Entwickelt wurde diese Art der Stereogramme von Christoper Tyler und Maureen Clarke gegen 1979.

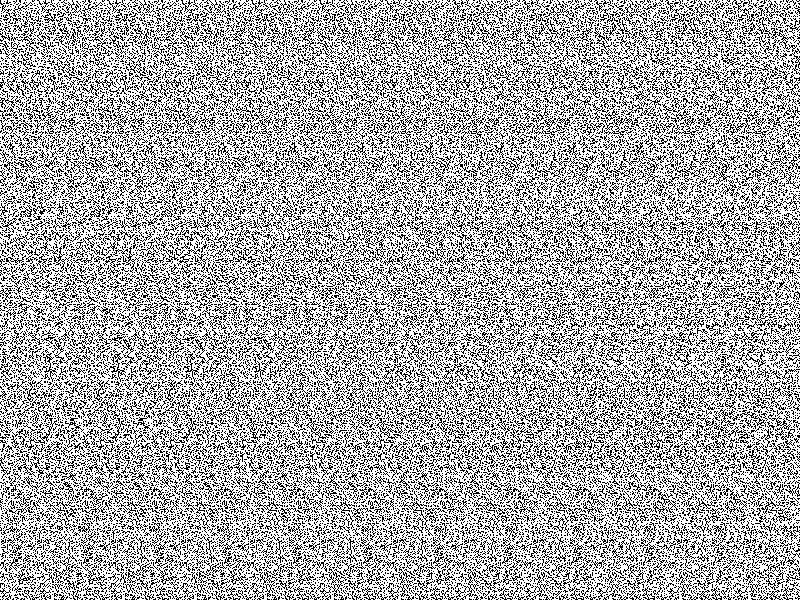
SIRDS mit dem Schriftzug „3D“

Die Vorgehensweise bei der Erstellung des SIRDS ist ähnlich wie bei der Erstellung des Zufallspunkt-Bildpaares. Der Unterschied liegt darin, dass kein ganzes Zufallspunkt-Bild erzeugt wird, sondern erstmal ein Streifen. Von diesem Streifen wird ein Differenzstreifen berechnet, der direkt an den Urstreifen angehängt wird; zu dem Differenzstreifen wird ein weiterer Differenzstreifen berechnet, und so weiter, bis das ganze Bild komplett ist. Dabei ist es vorteilhaft, den Urstreifen in die Mitte zu legen, und links und rechts davon die Differenzstreifen zu legen. Das lässt sich besonders bei dem weiter unten abgebildeten SIS verstehen.
Um den korrekten räumlichen Eindruck zu erhalten, muss der Blick des Betrachters auf das Bild ins Unendliche gerichtet werden. Schielen ergibt einen invertierten 3D-Eindruck: eigentlich im Vordergrund befindliche Bildelemente erscheinen im Hintergrund und umgekehrt. Nach einiger Eingewöhnungszeit werden dann die eingebetteten Konturen sichtbar.
Das Computerspiel Magic Carpet verwendete auf Wunsch das SIRDS-Verfahren, um das Spielgeschehen in Echtzeit räumlich darzustellen. Bei dieser Darstellung handelt es sich aufgrund der Interaktivität des Spiels um einen Sonderfall des animierten Stereogramms.

#### SIS
Gegen Mitte der 1980er Jahre wurde begonnen, die Zufallsmuster durch richtige Bilder zu ersetzen. Das single image stereogram (SIS) erlebte dann in den 1990er-Jahren einen großen Boom, nachdem Tom Baccei die Buchserie Das Magische Auge (englisch magic eye) herausbrachte.

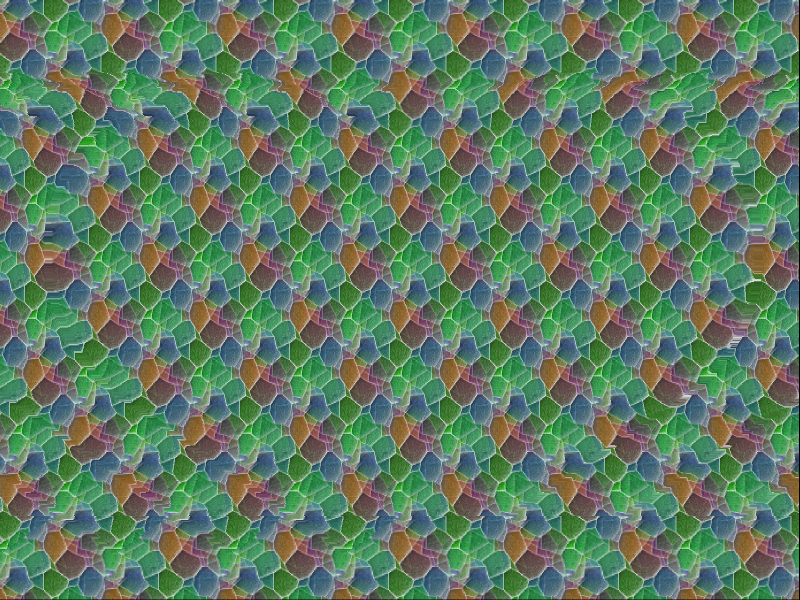
SIS mit einem Herz
Animiertes Stereogramm

### VR Headsets
Über Virtual Reality Headsets ist eine Betrachtung von stereoskopischen Bilden mit hoher Immersion möglich. Für jedes Auge steht hier ein zugehöriges Farbdisplay zur Verfügung, welche dem Nutzer über spezielle Linsen ein scharfes dreidimensionales Bild erzeugen. Da ein Nutzer über seine Kopfrotation die Blickrichtung selbst wählen kann, entsteht der Eindruck sich innerhalb der gefilmten Szene zu befinden.

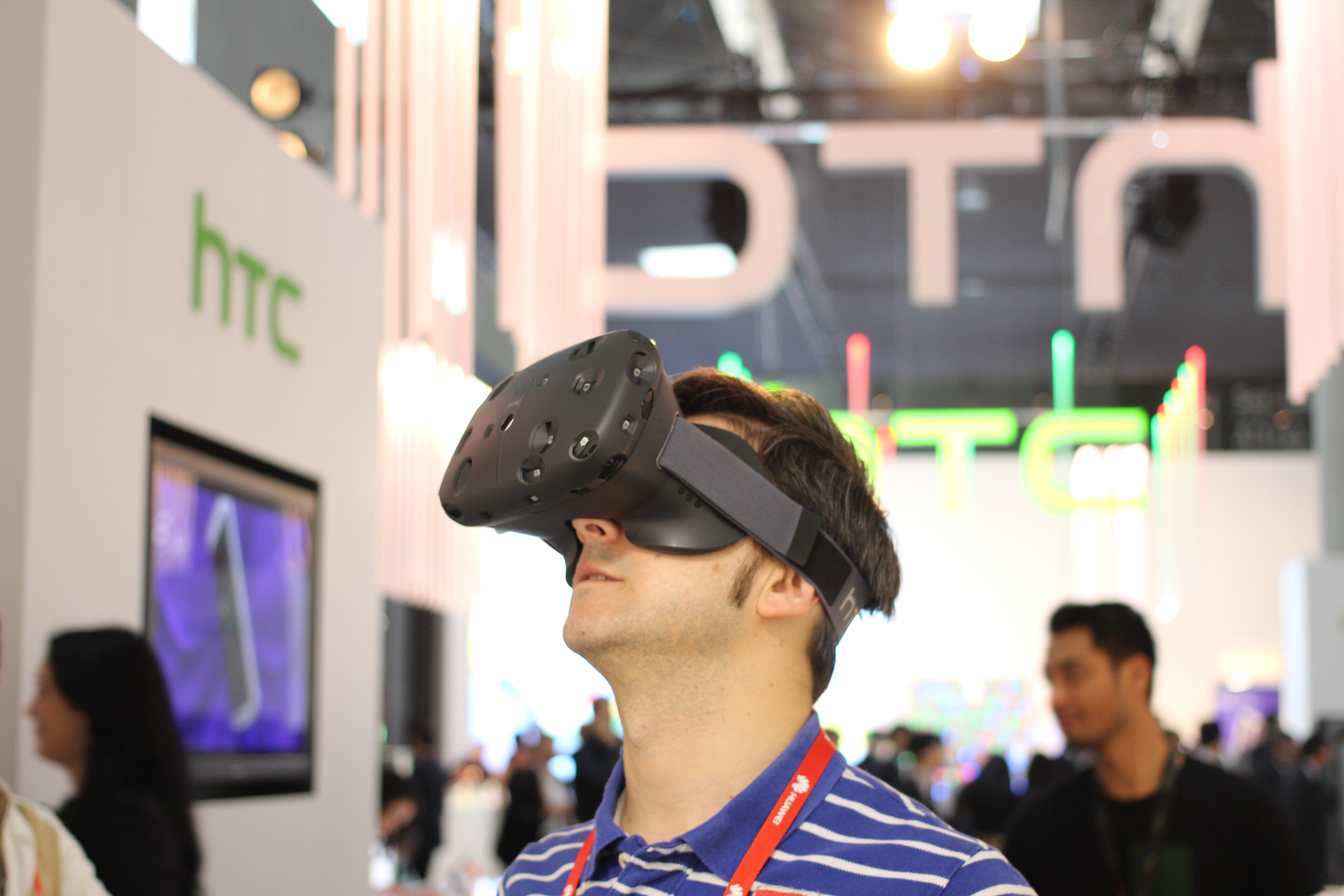
Eine HTC Vive (2015).

### Stereoskopische Bewegungsmessung
Die klassische Stereoskopie erfasst die räumlichen Koordinaten (3D-Position) korrespondierender Punkte in einem Bildpaar. Viele Anwendungen erfordern die Zusammenfassung von 3D-Punktwolken zu einzelnen Objekten. Diese Aufgabe kann oft nicht anhand der 3D-Information allein gelöst werden. So kann zum Beispiel das Kind, das im oberen linken Bild auf die Straße läuft, nur anhand seiner Bewegung vom davor stehenden Auto getrennt werden. Dazu verfolgt 6D-Vision Punkte mit bekannter Entfernung über zwei oder mehr aufeinander folgende Bildpaare und fusioniert diese Daten.
Damit erhält man eine verbesserte 3D-Position und ist gleichzeitig in der Lage, für jeden betrachteten Bildpunkt Richtung und Geschwindigkeit der Bewegung zu messen. Diese Information (3D-Position + 3D-Bewegung) erlaubt eine Vorhersage der Position relevanter Objekte und die Erkennung potenzieller Kollisionsgefahren. Das Ergebnis ist im oberen rechten Bild gezeigt. Die Pfeile zeigen die erwartete Position in 0,5 Sekunden.
Das Verfahren wird auch bei der Erkennung von Gestiken, also der Bewegung von Gliedmaßen, eingesetzt, ohne die Form der Person modellieren zu müssen, nur unter Verwendung einer passiven Stereokamera.

### Weitere Verfahren

#### Pulfrich-Verfahren
So genannte „Pulfrich-Brillen“ mit hell/dunklen Filtern (z. B. „Nuoptix“), nutzen den „Pulfrich-Effekt“ für einen 3D-Eindruck bei seitlichen Kamerafahrten und wurden z. B. durch die RTL-Fernsehsendung Tutti Frutti Anfang der 1990er Jahre sehr verbreitet. Bei dem Pullfrichverfahren handelt es sich nicht um eine echte stereoskopische Darstellung, da das Bild hier nur mit einer einzigen Kamera aufgenommen wird. Die beiden Perspektiven für das linke und rechte Auge kommen durch das verdunkelte Brillenglas zustande, das auf dem Pulfrich-Prinzip beruht. Die abgedunkelte Ansicht wird dabei dem Gehirn zeitverzögert weitergegeben, so dass zwei Ansichten aus unterschiedlichen Perspektiven (allerdings zeitlich versetzt) den Raumeindruck bilden. Dieses Verfahren ist nur sehr begrenzt einsetzbar, weil hier wichtige Voraussetzungen erfüllt sein müssen, damit dieses Verfahren als 3D-Verfahren überhaupt funktioniert. So muss die Kamera oder die Objekte immer (grundsätzlich und immerwährend) eine konstante, langsame, ausschließlich horizontale Bewegung durchführen. Wird nur eine dieser Voraussetzungen gebrochen, tritt kein 3D-Effekt mehr ein.

#### ChromaDepth-Verfahren

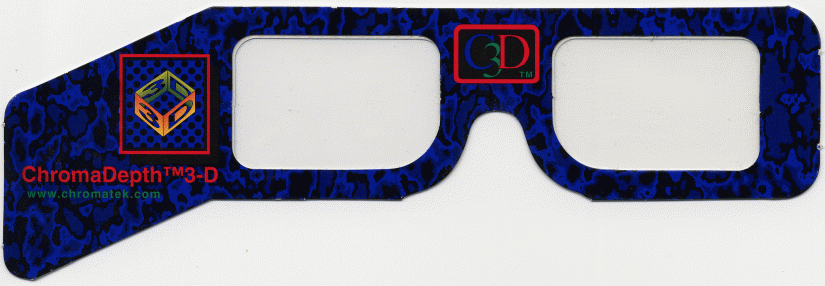
ChromaDepth-Brille mit Prismenfolie

Das ChromaDepth-Verfahren von American Paper Optics basiert auf der Tatsache, dass bei einem Prisma Farben unterschiedlich stark gebrochen werden. Die ChromaDepth-Brille enthält spezielle Sichtfolien, die aus mikroskopisch kleinen Prismen bestehen. Dadurch werden Lichtstrahlen je nach Farbe unterschiedlich stark abgelenkt. Die Lichtstrahlen treffen im Auge an unterschiedlichen Stellen auf. Da das Gehirn jedoch von geraden Lichtstrahlen ausgeht, entsteht der Eindruck, die unterschiedlichen Farben kämen von unterschiedlichen Standpunkten. Somit erzeugt das Gehirn aus dieser Differenz den räumlichen Eindruck (3D-Effekt).
Der Vorteil dieser Technologie besteht vor allem darin, dass man ChromaDepth-Bilder auch ohne Brille (also zweidimensional) problemlos ansehen kann – es sind keine störenden Doppelbilder vorhanden. Außerdem können ChromaDepth-Bilder ohne Verlust des 3D-Effektes beliebig gedreht werden. Allerdings sind die Farben nur beschränkt wählbar, da sie die Tiefeninformation des Bildes enthalten. Verändert man die Farbe eines Objekts, dann ändert sich auch dessen wahrgenommene Entfernung. Dies bedeutet, dass ein rotes Objekt immer vor z. B. grünen oder blauen Objekten liegen wird.

#### Prismengläser-Brillen

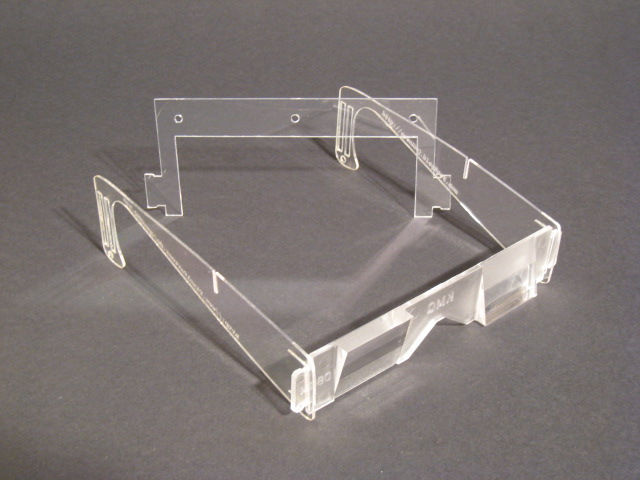
KMQ Stereo-Sichtgerät mit openKMQ-Haltern

Eine Reihe von Verfahren nutzt auch den Effekt, dass Prismen den Strahlengang umlenken. So nutzt z. B. das Stereo-Sichtgerät SSG1b, auch unter dem Namen KMQ seit den 1980er Jahren bekannt, diesen Effekt. Vornehmlich für Bücher und Poster, bei denen es auf Farbtreue und Einfachheit ankommt. Es konnte aber schon früher am Bildschirm oder zur Projektion mit wenigen Zuschauern verwendet werden. Allerdings muss der Nutzer den passenden Abstand zum Bild beibehalten und seinen Kopf dauerhaft waagerecht halten. Ansonsten decken sich die Sehstrahlen beider Augen nicht mit den beiden Teilbildern, welche untereinander angeordnet sind. Daher auch der englische Name des Verfahrens: Over-Under. Diese Einschränkungen sollen zukünftig von einem OpenHardware- bzw. Open-Source-Projekt namens openKMQ für die Arbeit am Computer aufgehoben werden.

## Anwendungsgebiete

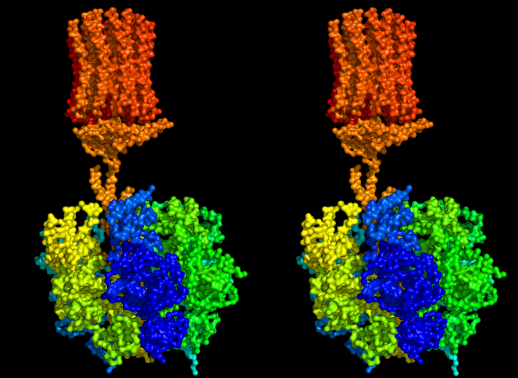
Struktur der ATP-Synthase in stereoskopischer Darstellung

Neben der Unterhaltung wird die Stereoskopie auch zur Veranschaulichung der Stereometrie und Trigonometrie, in mathematischen Lehrbüchern und zum Studium der Gesetze des binokularen Sehens eingesetzt.
Dove demonstrierte mit Hilfe des Stereoskops die Entstehung des Glanzes. Ist die Fläche einer Zeichnung blau und die entsprechende der anderen gelb angestrichen, so sieht man sie, wenn man sie im Stereoskop durch ein violettes Glas betrachtet, metallisch glänzend. Weiß und Schwarz führen zu einem noch lebhafteren Bild. Auch zur Unterscheidung echter Wertpapiere von unechten hat Dove das Stereoskop benutzt. Betrachtet man die zu vergleichenden Papiere mit dem Instrument, so werden sofort die kleinsten Unterschiede bemerkbar. Die einzelnen Zeichen, die nicht genau mit dem Original übereinstimmen, decken sich nicht und befinden sich anscheinend in verschiedenen Ebenen.
Die horizontale Deviation der korrespondierenden Bildpunkte auf den paarweise vorliegenden stereoskopischen Teilbildern kann man auch technisch auswerten, um die Tiefe zu bestimmen. Hierbei spielen physiologische Überforderungen keine Rolle und man nutzt den Effekt in der Astronomie, wobei keine paarweise vollzogene Montage der Bilder nötig ist. Wünscht man hingegen eine bequeme und natürliche Betrachtung, vielleicht sogar ohne größere technische Hilfsmittel, so ist die paarweise ausgeführte Montage der stereoskopischen Teilbilder zu 3D-Fotos zweckmäßig und üblich.
In der Fahrzeug- und Robotertechnik dienen Stereovideosensoren zur Entfernungs- und Abstandsmessung.
Für die Kartierung von Geländeformationen und zur Erstellung von 3D-Stadtmodellen kann die stereoskopische Luftbildauswertung
herangezogen werden. Ebenso kam sie bis in die 1990er-Jahre in der Aerotriangulation bzw. in der Photogrammetrie zum Einsatz.
In Fachveröffentlichungen der Strukturbiologie, der Proteinkristallographie und der NMR-Spektroskopie werden stereoskopische Bilder verwendet, um dreidimensionale Molekülstrukturen darzustellen. Diese Stereobildpaare können mit dem Parallelblick ohne Hilfsmittel betrachtet werden. Außerdem gibt es Lupenbrillen für diese Art Abbildungen. Es ist einfach, Molekülstrukturen stereoskopisch darzustellen: Ein Molekül wird abgebildet, in der senkrechten Achse um 6° gedreht und erneut abgebildet. Diese beiden Bilder werden nebeneinander dargestellt.
Computerspiele arbeiten heute meist mit dreidimensionalen Modellen, die sich bei geeigneter Softwareunterstützung nicht nur auf einem herkömmlichen Monitor, sondern auch auf speziellen Stereo-3D-Monitoren mit Tiefenwirkung darstellen lassen. Mit Hilfe von 3D-Shutterbrillen (über Kabel oder Infrarotimpulse synchronisiert) werden die beiden in der Stereo-Software berechneten Kamerapositionen den beiden Augen des Betrachters abwechselnd seitenrichtig zur Verfügung gestellt, so dass im Sehzentrum des Gehirns ein räumlicher Eindruck der Szene entsteht. Nach dem gleichen Muster, nur mit viel höherer Auflösung, werden Stereo-3D-Animationsfilme für Digital-3D-Kinos produziert.
Im Fall von 3D-Kinofilm-Realszenen oder 3D-Fernsehaufnahmen werden heutzutage zwei hochauflösende Videokameras nebeneinander im Augenabstand montiert (oft nur über ein „Spiegelrig“ machbar) und in der 3D-Wirkung von einem „Stereographen“ (Stereoskopie-Experte) am 3D-Monitor überwacht.
Seit 2023 gibt es in Deutschland den Gestalter für immersive Medien, eine staatlich anerkannte Ausbildung zur Konzeption, Gestaltung und Erstellung immersive Medienprodukte, wie stereoskopischer Videofilm für VR Headsets.

### Theorie
- David Brewster: The stereoscope. Its history, theory, and construction, with its application to the fine and useful arts and to education. John Murray, London 1856 (Digitalisat, Digitalisat).
- Das Stereoskop in „Die Gartenlaube“ von 1855
- Christian Georg Theodor Ruete: Das Stereoskop: Eine populäre Darstellung. 2. Auflage. Teubner, Leipzig 1867.
- Fritz G. Waack: Stereofotografie. 4. erweiterte Auflage. Selbstverlag, Berlin 1985, auch in englischer Übersetzung wegen starker Nachfrage aus den USA.
- Jean Pütz: Das Hobbythek-Buch 3. vgs Verlagsgesellschaft, Köln 1979, ISBN 3-8025-6102-3.
- Fritz Waack, Gerhard Kemner: Einführung in Technik und Handhabung der 3-D-Fotografie. Museum für Verkehr und Technik, Berlin 1989.
- Alexander Klein, Franz Weiland, Rainer Bode: 3D – aber wie! Von magischen Bildern zur 3D-Fotografie. Bode Verlag, Haltern 1994, ISBN 3-925094-64-4.
- Thomas Abé: Grundkurs 3D-Bilder. VfV-Verlag, Gilching 1997, ISBN 3-88955-099-1.
- Holger Tauer: Stereo 3D. Schiele&Schön, Berlin 2010, ISBN 978-3-7949-0791-5.
- Leo H. Bräutigam: Stereofotografie mit der Kleinbildkamera: Eine praxisorientierte Einführung in die analoge und digitale 3D-Fotografie. Wittig Fachbuchverlag, Hückelhoven 2004, 2. Nachtrag „Digitale Stereo-3D-Fotografie“ 2014, incl. Betrachter und Datenschieber, ISBN 978-3-930359-31-8.
- Leo H. Bräutigam: E-Book, 3D-Fotografie - 3D-Video, Civitas Imperii Verlag Esslingen, 2014, ISBN 978-3-939300-28-1
- Jarryd Lowder (Hrsg.): Stereographic Switzerland. Christoph Merian Verlag, Basel 2021, ISBN 978-3-85616-960-2.

### Bildbände
- Achim Bahr: Stereoskopie. Räume, Bilder, Raumbilder. Thales Verlag, 1991, ISBN 3-88908-549-0.
- Tom Baccei, Cheri Smith: Das magische Auge. Ars Edition, ISBN 3-7607-2264-4.
- Marc Grossman: The Magic Eye, Volume I von N. E. Thing Enterprises. Andrews & Mcmeel, ISBN 0-8362-7006-1.
- Arthur G. Haisch: Hotel Morbid/Morbid Rooms, Stereo-Raumbilder. 3-D-World Verlag, Basel 1983, ISBN 3-905450-02-X.
- Matthias Henrici, Christian Neubauer: Phantastische Augenblicke I. Lingen Verlag
- Hartmut Wettmann: Das Rheinland in historischen Stereofotos. Dr. Gebhardt + Hilden, 1999, ISBN 3-932515-15-3.
- Ulli Siebenborn: Interactive Pictures, Volume I. Taschen Verlag, 1994, ISBN 3-8228-9211-4.
- Roland Bartl, Klaus Bartl, Andreas Ernstberger, Peter Schwartzkopff: Pep Art. 3-D-Bilder der neuen Art. Südwest Verlag, München 1994, ISBN 3-517-01632-2.
- Katja Lembke, Arnulf Siebeneicker (Hrsg.); Hannes Wirth: Hildesheim in 3-D. Roemer- und Pelizaeus-Museum, Hildesheim 2009, ISBN 978-3-938385-29-6.
- Yuki Inoue, Masahira Oga (Hrsg.): Stereogramm. ISBN 3-7607-1106-5.
- Andrew A. Kinsman: Random Dot Stereograms. ISBN 0-9630142-1-8.

### Unkategorisiert
- Steinhauser: Über die geometrische Konstruktion der Stereoskopbilder. Graz 1870.
- Rolf Sander, Martin Simeth: Der kleine Hobbit und das Autostereogramm In: Spektrum der Wissenschaft. Nr. 1, 1995, S. 10–15.
- Imre Pál: Térláttalós ábrázoló mértan. Budapest 1959.
  - deutsch: Darstellende Geometrie in Raumbildern. aus dem ungarischen von N. Miklós Marosszéki. Deutscher Verlag der Wissenschaften, Berlin 1961, DNB 575340851.